# Llista d'asteroides (388001-389000)
Llista d'asteroides del 388.001 al 389.000, amb data de descoberta i descobridor. És un fragment de la llista d'asteroides completa. Als asteroides se'ls dona un número quan es confirma la seva òrbita, per tant apareixen llistats aproximadament segons la data de descobriment.

## 388001-388100
| Nom    | Designació provisional | Data de descobriment   | Lloc de descobriment | Descobridor/s     |
| ------ | ---------------------- | ---------------------- | -------------------- | ----------------- |
| 388001 | 2005 QH125             | 28 d'agost de 2005     | Kitt Peak            | Spacewatch        |
| 388002 | 2005 QR135             | 28 d'agost de 2005     | Kitt Peak            | Spacewatch        |
| 388003 | 2005 QL139             | 28 d'agost de 2005     | Kitt Peak            | Spacewatch        |
| 388004 | 2005 QD140             | 28 d'agost de 2005     | Kitt Peak            | Spacewatch        |
| 388005 | 2005 QF148             | 29 d'agost de 2005     | Anderson Mesa        | LONEOS            |
| 388006 | 2005 QL173             | 29 d'agost de 2005     | Palomar              | NEAT              |
| 388007 | 2005 QT175             | 31 d'agost de 2005     | Palomar              | NEAT              |
| 388008 | 2005 QB179             | 25 d'agost de 2005     | Palomar              | NEAT              |
| 388009 | 2005 QC187             | 29 d'agost de 2005     | Kitt Peak            | Spacewatch        |
| 388010 | 2005 QJ189             | 25 d'agost de 2005     | Palomar              | NEAT              |
| 388011 | 2005 RR30              | 11 de setembre de 2005 | Kitt Peak            | Spacewatch        |
| 388012 | 2005 RB35              | 3 de setembre de 2005  | Mauna Kea            | C. Veillet        |
| 388013 | 2005 RJ41              | 13 de setembre de 2005 | Kitt Peak            | Spacewatch        |
| 388014 | 2005 RM48              | 13 de setembre de 2005 | Catalina             | CSS               |
| 388015 | 2005 SB4               | 24 de setembre de 2005 | Kitt Peak            | Spacewatch        |
| 388016 | 2005 SD11              | 31 d'agost de 2005     | Kitt Peak            | Spacewatch        |
| 388017 | 2005 SA15              | 26 de setembre de 2005 | Kitt Peak            | Spacewatch        |
| 388018 | 2005 SA26              | 29 de setembre de 2005 | Wrightwood           | J. W. Young       |
| 388019 | 2005 SF29              | 23 de setembre de 2005 | Kitt Peak            | Spacewatch        |
| 388020 | 2005 SU35              | 23 de setembre de 2005 | Kitt Peak            | Spacewatch        |
| 388021 | 2005 ST40              | 24 de setembre de 2005 | Kitt Peak            | Spacewatch        |
| 388022 | 2005 SY40              | 24 de setembre de 2005 | Kitt Peak            | Spacewatch        |
| 388023 | 2005 SU42              | 24 de setembre de 2005 | Kitt Peak            | Spacewatch        |
| 388024 | 2005 ST46              | 24 de setembre de 2005 | Kitt Peak            | Spacewatch        |
| 388025 | 2005 SP55              | 25 de setembre de 2005 | Kitt Peak            | Spacewatch        |
| 388026 | 2005 SM66              | 29 d'agost de 2005     | Socorro              | LINEAR            |
| 388027 | 2005 SF69              | 27 de setembre de 2005 | Kitt Peak            | Spacewatch        |
| 388028 | 2005 SU82              | 24 de setembre de 2005 | Kitt Peak            | Spacewatch        |
| 388029 | 2005 SH87              | 24 de setembre de 2005 | Kitt Peak            | Spacewatch        |
| 388030 | 2005 SL94              | 25 de setembre de 2005 | Kitt Peak            | Spacewatch        |
| 388031 | 2005 SG98              | 25 de setembre de 2005 | Kitt Peak            | Spacewatch        |
| 388032 | 2005 ST107             | 26 de setembre de 2005 | Kitt Peak            | Spacewatch        |
| 388033 | 2005 SW109             | 26 de setembre de 2005 | Kitt Peak            | Spacewatch        |
| 388034 | 2005 SN124             | 23 de setembre de 2005 | Catalina             | CSS               |
| 388035 | 2005 SL128             | 29 de setembre de 2005 | Mount Lemmon         | Mt. Lemmon Survey |
| 388036 | 2005 SQ134             | 30 de setembre de 2005 | Junk Bond            | D. Healy          |
| 388037 | 2005 SL144             | 25 de setembre de 2005 | Palomar              | NEAT              |
| 388038 | 2005 SW145             | 25 de setembre de 2005 | Kitt Peak            | Spacewatch        |
| 388039 | 2005 SE146             | 25 de setembre de 2005 | Palomar              | NEAT              |
| 388040 | 2005 SE162             | 27 de setembre de 2005 | Kitt Peak            | Spacewatch        |
| 388041 | 2005 SU170             | 29 de setembre de 2005 | Kitt Peak            | Spacewatch        |
| 388042 | 2005 SF193             | 29 de setembre de 2005 | Catalina             | CSS               |
| 388043 | 2005 SP209             | 30 de setembre de 2005 | Palomar              | NEAT              |
| 388044 | 2005 SO212             | 30 de setembre de 2005 | Mount Lemmon         | Mt. Lemmon Survey |
| 388045 | 2005 SF218             | 30 de setembre de 2005 | Palomar              | NEAT              |
| 388046 | 2005 ST231             | 30 de setembre de 2005 | Mount Lemmon         | Mt. Lemmon Survey |
| 388047 | 2005 SO232             | 30 de setembre de 2005 | Mount Lemmon         | Mt. Lemmon Survey |
| 388048 | 2005 SZ240             | 30 de setembre de 2005 | Kitt Peak            | Spacewatch        |
| 388049 | 2005 SC267             | 29 de setembre de 2005 | Mount Lemmon         | Mt. Lemmon Survey |
| 388050 | 2005 SR271             | 26 de setembre de 2005 | Kitt Peak            | Spacewatch        |
| 388051 | 2005 SJ278             | 24 de setembre de 2005 | Kitt Peak            | Spacewatch        |
| 388052 | 2005 SB279             | 29 de setembre de 2005 | Catalina             | CSS               |
| 388053 | 2005 SN288             | 27 de setembre de 2005 | Apache Point         | A. C. Becker      |
| 388054 | 2005 SO292             | 30 de setembre de 2005 | Mount Lemmon         | Mt. Lemmon Survey |
| 388055 | 2005 TW10              | 2 d'octubre de 2005    | Mount Lemmon         | Mt. Lemmon Survey |
| 388056 | 2005 TL23              | 1 d'octubre de 2005    | Anderson Mesa        | LONEOS            |
| 388057 | 2005 TS49              | 7 d'octubre de 2005    | Andrushivka          | Andrushivka       |
| 388058 | 2005 TP53              | 1 d'octubre de 2005    | Catalina             | CSS               |
| 388059 | 2005 TA64              | 6 d'octubre de 2005    | Catalina             | CSS               |
| 388060 | 2005 TN67              | 5 d'octubre de 2005    | Mount Lemmon         | Mt. Lemmon Survey |
| 388061 | 2005 TW82              | 3 d'octubre de 2005    | Socorro              | LINEAR            |
| 388062 | 2005 TF87              | 5 d'octubre de 2005    | Kitt Peak            | Spacewatch        |
| 388063 | 2005 TL108             | 7 d'octubre de 2005    | Kitt Peak            | Spacewatch        |
| 388064 | 2005 TE138             | 7 d'octubre de 2005    | Catalina             | CSS               |
| 388065 | 2005 TQ141             | 8 d'octubre de 2005    | Kitt Peak            | Spacewatch        |
| 388066 | 2005 TF142             | 29 de setembre de 2005 | Kitt Peak            | Spacewatch        |
| 388067 | 2005 TS167             | 29 de setembre de 2005 | Mount Lemmon         | Mt. Lemmon Survey |
| 388068 | 2005 US14              | 22 d'octubre de 2005   | Kitt Peak            | Spacewatch        |
| 388069 | 2005 UP20              | 14 d'octubre de 2005   | Anderson Mesa        | LONEOS            |
| 388070 | 2005 UZ22              | 23 d'octubre de 2005   | Kitt Peak            | Spacewatch        |
| 388071 | 2005 US24              | 23 d'octubre de 2005   | Kitt Peak            | Spacewatch        |
| 388072 | 2005 UD29              | 23 d'octubre de 2005   | Catalina             | CSS               |
| 388073 | 2005 UH42              | 22 d'octubre de 2005   | Kitt Peak            | Spacewatch        |
| 388074 | 2005 UQ47              | 22 d'octubre de 2005   | Catalina             | CSS               |
| 388075 | 2005 UX47              | 22 d'octubre de 2005   | Catalina             | CSS               |
| 388076 | 2005 UW51              | 30 de setembre de 2005 | Catalina             | CSS               |
| 388077 | 2005 UU52              | 23 d'octubre de 2005   | Catalina             | CSS               |
| 388078 | 2005 UQ62              | 25 d'octubre de 2005   | Mount Lemmon         | Mt. Lemmon Survey |
| 388079 | 2005 UP68              | 23 d'octubre de 2005   | Palomar              | NEAT              |
| 388080 | 2005 US70              | 23 d'octubre de 2005   | Catalina             | CSS               |
| 388081 | 2005 UB71              | 3 d'octubre de 2005    | Socorro              | LINEAR            |
| 388082 | 2005 UZ85              | 22 d'octubre de 2005   | Kitt Peak            | Spacewatch        |
| 388083 | 2005 UR95              | 22 d'octubre de 2005   | Kitt Peak            | Spacewatch        |
| 388084 | 2005 UA108             | 22 d'octubre de 2005   | Kitt Peak            | Spacewatch        |
| 388085 | 2005 UA113             | 22 d'octubre de 2005   | Kitt Peak            | Spacewatch        |
| 388086 | 2005 UC113             | 22 d'octubre de 2005   | Kitt Peak            | Spacewatch        |
| 388087 | 2005 UA125             | 24 d'octubre de 2005   | Kitt Peak            | Spacewatch        |
| 388088 | 2005 UJ144             | 26 d'octubre de 2005   | Kitt Peak            | Spacewatch        |
| 388089 | 2005 UM207             | 27 d'octubre de 2005   | Kitt Peak            | Spacewatch        |
| 388090 | 2005 UQ215             | 25 d'octubre de 2005   | Anderson Mesa        | LONEOS            |
| 388091 | 2005 UZ216             | 26 d'octubre de 2005   | Kitt Peak            | Spacewatch        |
| 388092 | 2005 UE217             | 27 d'octubre de 2005   | Socorro              | LINEAR            |
| 388093 | 2005 UY222             | 25 d'octubre de 2005   | Kitt Peak            | Spacewatch        |
| 388094 | 2005 UK252             | 26 d'octubre de 2005   | Kitt Peak            | Spacewatch        |
| 388095 | 2005 UB262             | 26 d'octubre de 2005   | Kitt Peak            | Spacewatch        |
| 388096 | 2005 UJ268             | 28 d'octubre de 2005   | Mount Lemmon         | Mt. Lemmon Survey |
| 388097 | 2005 UB285             | 26 d'octubre de 2005   | Kitt Peak            | Spacewatch        |
| 388098 | 2005 UV286             | 26 d'octubre de 2005   | Kitt Peak            | Spacewatch        |
| 388099 | 2005 UD298             | 26 d'octubre de 2005   | Kitt Peak            | Spacewatch        |
| 388100 | 2005 UF299             | 26 d'octubre de 2005   | Kitt Peak            | Spacewatch        |

## 388101-388200
| Nom    | Designació provisional | Data de descobriment   | Lloc de descobriment | Descobridor/s        |
| ------ | ---------------------- | ---------------------- | -------------------- | -------------------- |
| 388101 | 2005 UX301             | 26 d'octubre de 2005   | Kitt Peak            | Spacewatch           |
| 388102 | 2005 UN303             | 26 d'octubre de 2005   | Kitt Peak            | Spacewatch           |
| 388103 | 2005 UL305             | 27 d'octubre de 2005   | Kitt Peak            | Spacewatch           |
| 388104 | 2005 UV327             | 29 d'octubre de 2005   | Catalina             | CSS                  |
| 388105 | 2005 UH339             | 31 d'octubre de 2005   | Kitt Peak            | Spacewatch           |
| 388106 | 2005 UO341             | 31 d'octubre de 2005   | Kitt Peak            | Spacewatch           |
| 388107 | 2005 UO348             | 23 d'octubre de 2005   | Catalina             | CSS                  |
| 388108 | 2005 UP348             | 23 d'octubre de 2005   | Catalina             | CSS                  |
| 388109 | 2005 UG370             | 27 d'octubre de 2005   | Kitt Peak            | Spacewatch           |
| 388110 | 2005 US371             | 27 d'octubre de 2005   | Mount Lemmon         | Mt. Lemmon Survey    |
| 388111 | 2005 UO396             | 27 d'octubre de 2005   | Socorro              | LINEAR               |
| 388112 | 2005 UF402             | 28 d'octubre de 2005   | Kitt Peak            | Spacewatch           |
| 388113 | 2005 UP402             | 28 d'octubre de 2005   | Catalina             | CSS                  |
| 388114 | 2005 UW411             | 31 d'octubre de 2005   | Mount Lemmon         | Mt. Lemmon Survey    |
| 388115 | 2005 UV418             | 25 d'octubre de 2005   | Kitt Peak            | Spacewatch           |
| 388116 | 2005 UD426             | 28 d'octubre de 2005   | Kitt Peak            | Spacewatch           |
| 388117 | 2005 UH431             | 28 d'octubre de 2005   | Kitt Peak            | Spacewatch           |
| 388118 | 2005 UK438             | 28 d'octubre de 2005   | Kitt Peak            | Spacewatch           |
| 388119 | 2005 UK443             | 30 d'octubre de 2005   | Socorro              | LINEAR               |
| 388120 | 2005 US457             | 29 d'octubre de 2005   | Kitt Peak            | Spacewatch           |
| 388121 | 2005 UT463             | 30 d'octubre de 2005   | Kitt Peak            | Spacewatch           |
| 388122 | 2005 UA467             | 30 d'octubre de 2005   | Kitt Peak            | Spacewatch           |
| 388123 | 2005 UJ476             | 24 d'octubre de 2005   | Anderson Mesa        | LONEOS               |
| 388124 | 2005 UP477             | 26 d'octubre de 2005   | Kitt Peak            | Spacewatch           |
| 388125 | 2005 UP482             | 22 d'octubre de 2005   | Palomar              | NEAT                 |
| 388126 | 2005 UQ510             | 25 d'octubre de 2005   | Mount Lemmon         | Mt. Lemmon Survey    |
| 388127 | 2005 UP522             | 27 d'octubre de 2005   | Apache Point         | A. C. Becker         |
| 388128 | 2005 VE8               | 1 de novembre de 2005  | Kitt Peak            | Spacewatch           |
| 388129 | 2005 VZ33              | 2 de novembre de 2005  | Mount Lemmon         | Mt. Lemmon Survey    |
| 388130 | 2005 VN82              | 3 de novembre de 2005  | Kitt Peak            | Spacewatch           |
| 388131 | 2005 VW108             | 25 d'octubre de 2005   | Kitt Peak            | Spacewatch           |
| 388132 | 2005 VC112             | 6 de novembre de 2005  | Mount Lemmon         | Mt. Lemmon Survey    |
| 388133 | 2005 VV112             | 30 de setembre de 2005 | Mount Lemmon         | Mt. Lemmon Survey    |
| 388134 | 2005 VS113             | 10 de novembre de 2005 | Kitt Peak            | Spacewatch           |
| 388135 | 2005 VG129             | 1 de novembre de 2005  | Apache Point         | A. C. Becker         |
| 388136 | 2005 WW4               | 19 de novembre de 2005 | Palomar              | NEAT                 |
| 388137 | 2005 WC7               | 21 de novembre de 2005 | Catalina             | CSS                  |
| 388138 | 2005 WT25              | 21 de novembre de 2005 | Kitt Peak            | Spacewatch           |
| 388139 | 2005 WY29              | 6 de novembre de 2005  | Mount Lemmon         | Mt. Lemmon Survey    |
| 388140 | 2005 WO31              | 21 de novembre de 2005 | Kitt Peak            | Spacewatch           |
| 388141 | 2005 WQ31              | 21 de novembre de 2005 | Kitt Peak            | Spacewatch           |
| 388142 | 2005 WR46              | 25 de novembre de 2005 | Kitt Peak            | Spacewatch           |
| 388143 | 2005 WF66              | 22 de novembre de 2005 | Kitt Peak            | Spacewatch           |
| 388144 | 2005 WQ106             | 7 d'abril de 2003      | Kitt Peak            | Spacewatch           |
| 388145 | 2005 WZ119             | 6 de novembre de 2005  | Mount Lemmon         | Mt. Lemmon Survey    |
| 388146 | 2005 WS137             | 26 de novembre de 2005 | Mount Lemmon         | Mt. Lemmon Survey    |
| 388147 | 2005 WF155             | 29 de novembre de 2005 | Kitt Peak            | Spacewatch           |
| 388148 | 2005 WP159             | 30 de novembre de 2005 | Kitt Peak            | Spacewatch           |
| 388149 | 2005 WZ195             | 26 de novembre de 2005 | Mount Lemmon         | Mt. Lemmon Survey    |
| 388150 | 2005 WU197             | 28 d'octubre de 2005   | Mount Lemmon         | Mt. Lemmon Survey    |
| 388151 | 2005 WZ210             | 25 de novembre de 2005 | Mount Lemmon         | Mt. Lemmon Survey    |
| 388152 | 2005 XB38              | 4 de desembre de 2005  | Kitt Peak            | Spacewatch           |
| 388153 | 2005 XX50              | 2 de desembre de 2005  | Kitt Peak            | Spacewatch           |
| 388154 | 2005 YZ9               | 21 de desembre de 2005 | Kitt Peak            | Spacewatch           |
| 388155 | 2005 YX13              | 22 de desembre de 2005 | Kitt Peak            | Spacewatch           |
| 388156 | 2005 YR18              | 23 de desembre de 2005 | Kitt Peak            | Spacewatch           |
| 388157 | 2005 YD59              | 25 de desembre de 2005 | Kitt Peak            | Spacewatch           |
| 388158 | 2005 YK66              | 25 de desembre de 2005 | Kitt Peak            | Spacewatch           |
| 388159 | 2005 YV70              | 27 de desembre de 2005 | Catalina             | CSS                  |
| 388160 | 2005 YH132             | 25 de desembre de 2005 | Mount Lemmon         | Mt. Lemmon Survey    |
| 388161 | 2005 YQ133             | 26 de desembre de 2005 | Kitt Peak            | Spacewatch           |
| 388162 | 2005 YM137             | 26 de desembre de 2005 | Kitt Peak            | Spacewatch           |
| 388163 | 2005 YZ179             | 28 de desembre de 2005 | Mount Lemmon         | Mt. Lemmon Survey    |
| 388164 | 2005 YH231             | 27 de desembre de 2005 | Mount Lemmon         | Mt. Lemmon Survey    |
| 388165 | 2005 YO239             | 29 de desembre de 2005 | Kitt Peak            | Spacewatch           |
| 388166 | 2006 AN28              | 6 de gener de 2006     | Kitt Peak            | Spacewatch           |
| 388167 | 2006 AN37              | 4 de gener de 2006     | Kitt Peak            | Spacewatch           |
| 388168 | 2006 AN46              | 5 de gener de 2006     | Kitt Peak            | Spacewatch           |
| 388169 | 2006 AF62              | 5 de gener de 2006     | Kitt Peak            | Spacewatch           |
| 388170 | 2006 AP87              | 4 de gener de 2006     | Kitt Peak            | Spacewatch           |
| 388171 | 2006 AT93              | 7 de gener de 2006     | Mount Lemmon         | Mt. Lemmon Survey    |
| 388172 | 2006 BW37              | 23 de gener de 2006    | Mount Lemmon         | Mt. Lemmon Survey    |
| 388173 | 2006 BM99              | 28 de gener de 2006    | Catalina             | CSS                  |
| 388174 | 2006 BQ108             | 25 de gener de 2006    | Kitt Peak            | Spacewatch           |
| 388175 | 2006 BM109             | 31 de març de 2003     | Kitt Peak            | Spacewatch           |
| 388176 | 2006 BH127             | 8 de gener de 2006     | Mount Lemmon         | Mt. Lemmon Survey    |
| 388177 | 2006 BM130             | 26 de gener de 2006    | Mount Lemmon         | Mt. Lemmon Survey    |
| 388178 | 2006 BY137             | 28 de gener de 2006    | Mount Lemmon         | Mt. Lemmon Survey    |
| 388179 | 2006 BK147             | 31 de gener de 2006    | Junk Bond            | D. Healy             |
| 388180 | 2006 BG155             | 25 de gener de 2006    | Kitt Peak            | Spacewatch           |
| 388181 | 2006 BS167             | 26 de gener de 2006    | Mount Lemmon         | Mt. Lemmon Survey    |
| 388182 | 2006 BB203             | 31 de gener de 2006    | Kitt Peak            | Spacewatch           |
| 388183 | 2006 BS232             | 25 de maig de 2003     | Kitt Peak            | Spacewatch           |
| 388184 | 2006 BY271             | 31 de gener de 2006    | Siding Spring        | Siding Spring Survey |
| 388185 | 2006 CX10              | 7 de febrer de 2006    | Socorro              | LINEAR               |
| 388186 | 2006 CM16              | 1 de febrer de 2006    | Mount Lemmon         | Mt. Lemmon Survey    |
| 388187 | 2006 DN11              | 21 de febrer de 2006   | Catalina             | CSS                  |
| 388188 | 2006 DP14              | 23 de febrer de 2006   | Socorro              | LINEAR               |
| 388189 | 2006 DS14              | 24 de febrer de 2006   | Catalina             | CSS                  |
| 388190 | 2006 DK22              | 20 de febrer de 2006   | Kitt Peak            | Spacewatch           |
| 388191 | 2006 DW29              | 10 de gener de 2006    | Mount Lemmon         | Mt. Lemmon Survey    |
| 388192 | 2006 DW45              | 20 de febrer de 2006   | Kitt Peak            | Spacewatch           |
| 388193 | 2006 DM46              | 20 de febrer de 2006   | Kitt Peak            | Spacewatch           |
| 388194 | 2006 DH93              | 24 de febrer de 2006   | Kitt Peak            | Spacewatch           |
| 388195 | 2006 DD94              | 24 de febrer de 2006   | Kitt Peak            | Spacewatch           |
| 388196 | 2006 DX105             | 25 de febrer de 2006   | Mount Lemmon         | Mt. Lemmon Survey    |
| 388197 | 2006 DX133             | 31 de gener de 2006    | Kitt Peak            | Spacewatch           |
| 388198 | 2006 DR139             | 25 de febrer de 2006   | Kitt Peak            | Spacewatch           |
| 388199 | 2006 DZ166             | 27 de febrer de 2006   | Kitt Peak            | Spacewatch           |
| 388200 | 2006 DL168             | 11 d'abril de 2002     | Socorro              | LINEAR               |

## 388201-388300
| Nom             | Designació provisional | Data de descobriment   | Lloc de descobriment | Descobridor/s        |
| --------------- | ---------------------- | ---------------------- | -------------------- | -------------------- |
| 388201          | 2006 DL193             | 27 de febrer de 2006   | Kitt Peak            | Spacewatch           |
| 388202          | 2006 DW211             | 24 de febrer de 2006   | Mount Lemmon         | Mt. Lemmon Survey    |
| 388203          | 2006 DJ216             | 25 de febrer de 2006   | Kitt Peak            | Spacewatch           |
| 388204          | 2006 EY29              | 3 de març de 2006      | Kitt Peak            | Spacewatch           |
| 388205          | 2006 EQ36              | 3 de març de 2006      | Mount Lemmon         | Mt. Lemmon Survey    |
| 388206          | 2006 EY74              | 2 de març de 2006      | Mount Lemmon         | Mt. Lemmon Survey    |
| 388207          | 2006 FN33              | 25 de març de 2006     | Mount Lemmon         | Mt. Lemmon Survey    |
| 388208          | 2006 FB41              | 26 de març de 2006     | Mount Lemmon         | Mt. Lemmon Survey    |
| 388209          | 2006 FG45              | 24 de març de 2006     | Socorro              | LINEAR               |
| 388210          | 2006 GV19              | 2 d'abril de 2006      | Kitt Peak            | Spacewatch           |
| 388211          | 2006 GZ32              | 7 d'abril de 2006      | Kitt Peak            | Spacewatch           |
| 388212          | 2006 GE45              | 7 d'abril de 2006      | Kitt Peak            | Spacewatch           |
| 388213          | 2006 GY53              | 2 d'abril de 2006      | Kitt Peak            | Spacewatch           |
| 388214          | 2006 HW17              | 20 d'abril de 2006     | Kitt Peak            | Spacewatch           |
| 388215          | 2006 HV34              | 19 d'abril de 2006     | Mount Lemmon         | Mt. Lemmon Survey    |
| 388216          | 2006 HC41              | 21 d'abril de 2006     | Kitt Peak            | Spacewatch           |
| 388217          | 2006 HX42              | 24 d'abril de 2006     | Socorro              | LINEAR               |
| 388218          | 2006 HT70              | 25 d'abril de 2006     | Kitt Peak            | Spacewatch           |
| 388219          | 2006 HD79              | 26 d'abril de 2006     | Kitt Peak            | Spacewatch           |
| 388220          | 2006 HX92              | 29 d'abril de 2006     | Kitt Peak            | Spacewatch           |
| 388221          | 2006 HJ103             | 30 d'abril de 2006     | Kitt Peak            | Spacewatch           |
| 388222          | 2006 HM104             | 30 d'abril de 2006     | Kitt Peak            | Spacewatch           |
| 388223          | 2006 JC1               | 3 de maig de 2006      | Bergisch Gladbac     | W. Bickel            |
| 388224          | 2006 JE12              | 1 de maig de 2006      | Kitt Peak            | Spacewatch           |
| 388225          | 2006 JA18              | 2 de maig de 2006      | Mount Lemmon         | Mt. Lemmon Survey    |
| 388226          | 2006 JT26              | 5 de maig de 2006      | Reedy Creek          | J. Broughton         |
| 388227          | 2006 JG47              | 14 de maig de 2006     | Palomar              | NEAT                 |
| 388228          | 2006 JM54              | 8 de maig de 2006      | Mount Lemmon         | Mt. Lemmon Survey    |
| 388229          | 2006 JC81              | 1 de maig de 2006      | Catalina             | CSS                  |
| 388230          | 2006 KT12              | 20 de maig de 2006     | Kitt Peak            | Spacewatch           |
| 388231          | 2006 KC14              | 20 de maig de 2006     | Palomar              | NEAT                 |
| 388232          | 2006 KK17              | 24 d'abril de 2006     | Kitt Peak            | Spacewatch           |
| 388233          | 2006 KT17              | 21 de maig de 2006     | Kitt Peak            | Spacewatch           |
| 388234          | 2006 KV17              | 21 de maig de 2006     | Kitt Peak            | Spacewatch           |
| 388235          | 2006 KW17              | 21 de maig de 2006     | Kitt Peak            | Spacewatch           |
| 388236          | 2006 KZ18              | 21 de maig de 2006     | Kitt Peak            | Spacewatch           |
| 388237          | 2006 KP22              | 20 de maig de 2006     | Catalina             | CSS                  |
| 388238          | 2006 KH26              | 20 de maig de 2006     | Kitt Peak            | Spacewatch           |
| 388239          | 2006 KB29              | 20 de maig de 2006     | Kitt Peak            | Spacewatch           |
| 388240          | 2006 KE29              | 20 de maig de 2006     | Kitt Peak            | Spacewatch           |
| 388241          | 2006 KN33              | 20 de maig de 2006     | Kitt Peak            | Spacewatch           |
| 388242          | 2006 KS39              | 21 de maig de 2006     | Anderson Mesa        | LONEOS               |
| 388243          | 2006 KU42              | 20 de maig de 2006     | Kitt Peak            | Spacewatch           |
| 388244          | 2006 KP44              | 21 de maig de 2006     | Kitt Peak            | Spacewatch           |
| 388245          | 2006 KR55              | 21 de maig de 2006     | Kitt Peak            | Spacewatch           |
| 388246          | 2006 KH56              | 22 de maig de 2006     | Kitt Peak            | Spacewatch           |
| 388247          | 2006 KP57              | 24 de novembre de 2003 | Kitt Peak            | Spacewatch           |
| 388248          | 2006 KD74              | 23 de maig de 2006     | Kitt Peak            | Spacewatch           |
| 388249          | 2006 KR88              | 24 de maig de 2006     | Kitt Peak            | Spacewatch           |
| 388250          | 2006 KC90              | 23 de maig de 2006     | Kitt Peak            | Spacewatch           |
| 388251          | 2006 KJ117             | 29 de maig de 2006     | Kitt Peak            | Spacewatch           |
| 388252          | 2006 MQ1               | 18 de juny de 2006     | Kitt Peak            | Spacewatch           |
| 388253          | 2006 MJ14              | 18 de juny de 2006     | Siding Spring        | Siding Spring Survey |
| 388254          | 2006 OF12              | 21 de juliol de 2006   | Palomar              | NEAT                 |
| 388255          | 2006 OO16              | 20 de juliol de 2006   | Palomar              | NEAT                 |
| 388256          | 2006 OL21              | 25 de juliol de 2006   | Mount Lemmon         | Mt. Lemmon Survey    |
| 388257          | 2006 PR26              | 15 d'agost de 2006     | Palomar              | NEAT                 |
| 388258          | 2006 PG31              | 13 d'agost de 2006     | Palomar              | NEAT                 |
| 388259          | 2006 QF1               | 17 d'agost de 2006     | Palomar              | NEAT                 |
| 388260          | 2006 QQ3               | 18 d'agost de 2006     | Socorro              | LINEAR               |
| 388261          | 2006 QA16              | 17 d'agost de 2006     | Palomar              | NEAT                 |
| 388262          | 2006 QS48              | 21 d'agost de 2006     | Socorro              | LINEAR               |
| 388263          | 2006 QG49              | 21 d'agost de 2006     | Palomar              | NEAT                 |
| 388264          | 2006 QV58              | 19 d'agost de 2006     | Anderson Mesa        | LONEOS               |
| 388265          | 2006 QD80              | 24 d'agost de 2006     | Socorro              | LINEAR               |
| 388266          | 2006 QZ95              | 16 d'agost de 2006     | Palomar              | NEAT                 |
| 388267          | 2006 QP98              | 22 d'agost de 2006     | Palomar              | NEAT                 |
| 388268          | 2006 QR106             | 28 d'agost de 2006     | Catalina             | CSS                  |
| 388269          | 2006 QF120             | 29 d'agost de 2006     | Catalina             | CSS                  |
| 388270          | 2006 QE185             | 28 d'agost de 2006     | Kitt Peak            | Spacewatch           |
| 388271          | 2006 RD17              | 14 de setembre de 2006 | Catalina             | CSS                  |
| 388272          | 2006 RW39              | 12 de setembre de 2006 | Catalina             | CSS                  |
| 388273          | 2006 RZ42              | 14 de setembre de 2006 | Kitt Peak            | Spacewatch           |
| 388274          | 2006 RV59              | 15 de setembre de 2006 | Kitt Peak            | Spacewatch           |
| 388275          | 2006 RS70              | 15 de setembre de 2006 | Kitt Peak            | Spacewatch           |
| 388276          | 2006 RT70              | 15 de setembre de 2006 | Kitt Peak            | Spacewatch           |
| 388277          | 2006 RE88              | 15 de setembre de 2006 | Kitt Peak            | Spacewatch           |
| 388278          | 2006 RX88              | 15 de setembre de 2006 | Kitt Peak            | Spacewatch           |
| 388279          | 2006 RC89              | 15 de setembre de 2006 | Kitt Peak            | Spacewatch           |
| 388280          | 2006 RQ100             | 14 de setembre de 2006 | Catalina             | CSS                  |
| 388281          | 2006 RW103             | 11 de setembre de 2006 | Apache Point         | A. C. Becker         |
| (388282) ʻAkepa | 2006 RC118             | 14 de setembre de 2006 | Mauna Kea            | J. Masiero           |
| 388283          | 2006 RJ121             | 15 de setembre de 2006 | Kitt Peak            | Spacewatch           |
| 388284          | 2006 SY12              | 17 de setembre de 2006 | Kitt Peak            | Spacewatch           |
| 388285          | 2006 SQ22              | 17 de setembre de 2006 | Anderson Mesa        | LONEOS               |
| 388286          | 2006 SW57              | 17 de setembre de 2006 | Kitt Peak            | Spacewatch           |
| 388287          | 2006 SQ60              | 18 de setembre de 2006 | Catalina             | CSS                  |
| 388288          | 2006 SC67              | 19 de setembre de 2006 | Kitt Peak            | Spacewatch           |
| 388289          | 2006 SN77              | 20 de setembre de 2006 | Calvin-Rehoboth      | L. A. Molnar         |
| 388290          | 2006 SJ79              | 17 de setembre de 2006 | Kitt Peak            | Spacewatch           |
| 388291          | 2006 SF81              | 18 de setembre de 2006 | Kitt Peak            | Spacewatch           |
| 388292          | 2006 SO81              | 18 de setembre de 2006 | Kitt Peak            | Spacewatch           |
| 388293          | 2006 ST99              | 18 de setembre de 2006 | Kitt Peak            | Spacewatch           |
| 388294          | 2006 SC102             | 19 de setembre de 2006 | Kitt Peak            | Spacewatch           |
| 388295          | 2006 ST114             | 23 de setembre de 2006 | Kitt Peak            | Spacewatch           |
| 388296          | 2006 SZ118             | 16 de setembre de 2006 | Catalina             | CSS                  |
| 388297          | 2006 SL125             | 20 de setembre de 2006 | Catalina             | CSS                  |
| 388298          | 2006 SW140             | 24 de setembre de 2006 | Anderson Mesa        | LONEOS               |
| 388299          | 2006 SK145             | 19 de setembre de 2006 | Kitt Peak            | Spacewatch           |
| 388300          | 2006 SL146             | 19 de setembre de 2006 | Kitt Peak            | Spacewatch           |

## 388301-388400
| Nom    | Designació provisional | Data de descobriment   | Lloc de descobriment | Descobridor/s                                       |
| ------ | ---------------------- | ---------------------- | -------------------- | --------------------------------------------------- |
| 388301 | 2006 SG147             | 19 de setembre de 2006 | Kitt Peak            | Spacewatch                                          |
| 388302 | 2006 SG158             | 23 de setembre de 2006 | Kitt Peak            | Spacewatch                                          |
| 388303 | 2006 SQ164             | 25 de setembre de 2006 | Kitt Peak            | Spacewatch                                          |
| 388304 | 2006 SK201             | 24 de setembre de 2006 | Kitt Peak            | Spacewatch                                          |
| 388305 | 2006 SL233             | 26 de setembre de 2006 | Kitt Peak            | Spacewatch                                          |
| 388306 | 2006 SR234             | 26 de setembre de 2006 | Kitt Peak            | Spacewatch                                          |
| 388307 | 2006 SX236             | 26 de setembre de 2006 | Mount Lemmon         | Mt. Lemmon Survey                                   |
| 388308 | 2006 SN245             | 26 de setembre de 2006 | Kitt Peak            | Spacewatch                                          |
| 388309 | 2006 SU258             | 26 de setembre de 2006 | Kitt Peak            | Spacewatch                                          |
| 388310 | 2006 SR286             | 21 de setembre de 2006 | Anderson Mesa        | LONEOS                                              |
| 388311 | 2006 SQ297             | 25 de setembre de 2006 | Mount Lemmon         | Mt. Lemmon Survey                                   |
| 388312 | 2006 SC313             | 27 de setembre de 2006 | Kitt Peak            | Spacewatch                                          |
| 388313 | 2006 SO322             | 27 de setembre de 2006 | Kitt Peak            | Spacewatch                                          |
| 388314 | 2006 SQ323             | 27 de setembre de 2006 | Kitt Peak            | Spacewatch                                          |
| 388315 | 2006 SS323             | 17 de setembre de 2006 | Kitt Peak            | Spacewatch                                          |
| 388316 | 2006 SY326             | 27 de setembre de 2006 | Kitt Peak            | Spacewatch                                          |
| 388317 | 2006 SU331             | 28 de setembre de 2006 | Mount Lemmon         | Mt. Lemmon Survey                                   |
| 388318 | 2006 SD332             | 28 de setembre de 2006 | Mount Lemmon         | Mt. Lemmon Survey                                   |
| 388319 | 2006 SJ335             | 28 de setembre de 2006 | Kitt Peak            | Spacewatch                                          |
| 388320 | 2006 SJ336             | 28 de setembre de 2006 | Kitt Peak            | Spacewatch                                          |
| 388321 | 2006 SB338             | 28 de setembre de 2006 | Kitt Peak            | Spacewatch                                          |
| 388322 | 2006 SV344             | 28 de setembre de 2006 | Kitt Peak            | Spacewatch                                          |
| 388323 | 2006 SA346             | 28 de setembre de 2006 | Kitt Peak            | Spacewatch                                          |
| 388324 | 2006 SL348             | 28 de setembre de 2006 | Kitt Peak            | Spacewatch                                          |
| 388325 | 2006 SH356             | 30 de setembre de 2006 | Catalina             | CSS                                                 |
| 388326 | 2006 SG362             | 30 de setembre de 2006 | Mount Lemmon         | Mt. Lemmon Survey                                   |
| 388327 | 2006 SS362             | 30 de setembre de 2006 | Mount Lemmon         | Mt. Lemmon Survey                                   |
| 388328 | 2006 SE375             | 17 de setembre de 2006 | Apache Point         | A. C. Becker                                        |
| 388329 | 2006 SO379             | 20 de setembre de 2006 | Apache Point         | A. C. Becker                                        |
| 388330 | 2006 SR381             | 28 de setembre de 2006 | Apache Point         | A. C. Becker                                        |
| 388331 | 2006 SK385             | 29 de setembre de 2006 | Apache Point         | A. C. Becker                                        |
| 388332 | 2006 SW385             | 29 de setembre de 2006 | Apache Point         | A. C. Becker                                        |
| 388333 | 2006 SZ387             | 30 de setembre de 2006 | Apache Point         | A. C. Becker                                        |
| 388334 | 2006 SE389             | 30 de setembre de 2006 | Apache Point         | A. C. Becker                                        |
| 388335 | 2006 SF412             | 26 de setembre de 2006 | Catalina             | CSS                                                 |
| 388336 | 2006 TY11              | 15 d'octubre de 2006   | Piszkéstet&          | K. Sárneczky, Z. Kuli                               |
| 388337 | 2006 TK12              | 25 de setembre de 2006 | Anderson Mesa        | LONEOS                                              |
| 388338 | 2006 TQ22              | 11 d'octubre de 2006   | Kitt Peak            | Spacewatch                                          |
| 388339 | 2006 TY22              | 11 d'octubre de 2006   | Kitt Peak            | Spacewatch                                          |
| 388340 | 2006 TP50              | 12 d'octubre de 2006   | Kitt Peak            | Spacewatch                                          |
| 388341 | 2006 TN52              | 12 d'octubre de 2006   | Kitt Peak            | Spacewatch                                          |
| 388342 | 2006 TL57              | 30 de setembre de 2006 | Mount Lemmon         | Mt. Lemmon Survey                                   |
| 388343 | 2006 TP59              | 13 d'octubre de 2006   | Kitt Peak            | Spacewatch                                          |
| 388344 | 2006 TW63              | 21 de juliol de 2006   | Mount Lemmon         | Mt. Lemmon Survey                                   |
| 388345 | 2006 TA91              | 27 de setembre de 2006 | Mount Lemmon         | Mt. Lemmon Survey                                   |
| 388346 | 2006 TM93              | 15 d'octubre de 2006   | Kitt Peak            | Spacewatch                                          |
| 388347 | 2006 TH101             | 2 d'octubre de 2006    | Mount Lemmon         | Mt. Lemmon Survey                                   |
| 388348 | 2006 TR108             | 11 d'octubre de 2006   | Apache Point         | A. C. Becker                                        |
| 388349 | 2006 TF109             | 3 d'octubre de 2006    | Mount Lemmon         | Mt. Lemmon Survey                                   |
| 388350 | 2006 TX109             | 12 d'octubre de 2006   | Kitt Peak            | Spacewatch                                          |
| 388351 | 2006 TA113             | 1 d'octubre de 2006    | Apache Point         | A. C. Becker                                        |
| 388352 | 2006 TR113             | 1 d'octubre de 2006    | Apache Point         | A. C. Becker                                        |
| 388353 | 2006 TV115             | 2 d'octubre de 2006    | Apache Point         | A. C. Becker                                        |
| 388354 | 2006 TY116             | 3 d'octubre de 2006    | Apache Point         | A. C. Becker                                        |
| 388355 | 2006 TX117             | 3 d'octubre de 2006    | Apache Point         | A. C. Becker                                        |
| 388356 | 2006 TY117             | 3 d'octubre de 2006    | Apache Point         | A. C. Becker                                        |
| 388357 | 2006 TA121             | 12 d'octubre de 2006   | Apache Point         | A. C. Becker                                        |
| 388358 | 2006 UR19              | 16 d'octubre de 2006   | Kitt Peak            | Spacewatch                                          |
| 388359 | 2006 UE20              | 16 d'octubre de 2006   | Kitt Peak            | Spacewatch                                          |
| 388360 | 2006 UC25              | 16 d'octubre de 2006   | Kitt Peak            | Spacewatch                                          |
| 388361 | 2006 UK33              | 16 d'octubre de 2006   | Kitt Peak            | Spacewatch                                          |
| 388362 | 2006 UQ34              | 16 d'octubre de 2006   | Kitt Peak            | Spacewatch                                          |
| 388363 | 2006 UW34              | 16 d'octubre de 2006   | Kitt Peak            | Spacewatch                                          |
| 388364 | 2006 UK36              | 27 de setembre de 2006 | Mount Lemmon         | Mt. Lemmon Survey                                   |
| 388365 | 2006 UM43              | 16 d'octubre de 2006   | Kitt Peak            | Spacewatch                                          |
| 388366 | 2006 UT46              | 16 d'octubre de 2006   | Kitt Peak            | Spacewatch                                          |
| 388367 | 2006 UR47              | 17 d'octubre de 2006   | Kitt Peak            | Spacewatch                                          |
| 388368 | 2006 UD52              | 17 d'octubre de 2006   | Mount Lemmon         | Mt. Lemmon Survey                                   |
| 388369 | 2006 UN62              | 19 d'octubre de 2006   | Kitt Peak            | Spacewatch                                          |
| 388370 | 2006 UT62              | 20 d'octubre de 2006   | Nogales              | J.-C. Merlin                                        |
| 388371 | 2006 UU63              | 22 d'octubre de 2006   | Mount Lemmon         | Mt. Lemmon Survey                                   |
| 388372 | 2006 UJ70              | 16 d'octubre de 2006   | Kitt Peak            | Spacewatch                                          |
| 388373 | 2006 UQ77              | 17 d'octubre de 2006   | Kitt Peak            | Spacewatch                                          |
| 388374 | 2006 UE79              | 17 d'octubre de 2006   | Kitt Peak            | Spacewatch                                          |
| 388375 | 2006 UC129             | 19 d'octubre de 2006   | Kitt Peak            | Spacewatch                                          |
| 388376 | 2006 UW158             | 21 d'octubre de 2006   | Mount Lemmon         | Mt. Lemmon Survey                                   |
| 388377 | 2006 UY160             | 21 d'octubre de 2006   | Mount Lemmon         | Mt. Lemmon Survey                                   |
| 388378 | 2006 UE207             | 23 d'octubre de 2006   | Kitt Peak            | Spacewatch                                          |
| 388379 | 2006 UF211             | 23 d'octubre de 2006   | Kitt Peak            | Spacewatch                                          |
| 388380 | 2006 UW225             | 20 d'octubre de 2006   | Palomar              | NEAT                                                |
| 388381 | 2006 UF234             | 22 d'octubre de 2006   | Kitt Peak            | Spacewatch                                          |
| 388382 | 2006 US258             | 28 d'octubre de 2006   | Mount Lemmon         | Mt. Lemmon Survey                                   |
| 388383 | 2006 UG264             | 27 d'octubre de 2006   | Kitt Peak            | Spacewatch                                          |
| 388384 | 2006 UM267             | 27 d'octubre de 2006   | Mount Lemmon         | Mt. Lemmon Survey                                   |
| 388385 | 2006 US268             | 27 d'octubre de 2006   | Mount Lemmon         | Mt. Lemmon Survey                                   |
| 388386 | 2006 UP271             | 27 d'octubre de 2006   | Mount Lemmon         | Mt. Lemmon Survey                                   |
| 388387 | 2006 UC275             | 28 d'octubre de 2006   | Kitt Peak            | Spacewatch                                          |
| 388388 | 2006 US291             | 22 d'octubre de 2006   | Apache Point         | Sloan Digital Sky Survey Linked Object Catalog team |
| 388389 | 2006 UD323             | 19 d'octubre de 2006   | Kitt Peak            | M. W. Buie                                          |
| 388390 | 2006 US328             | 19 d'octubre de 2006   | Kitt Peak            | Spacewatch                                          |
| 388391 | 2006 UX328             | 21 d'octubre de 2006   | Mount Lemmon         | Mt. Lemmon Survey                                   |
| 388392 | 2006 UR332             | 21 d'octubre de 2006   | Apache Point         | A. C. Becker                                        |
| 388393 | 2006 UA346             | 17 d'octubre de 2006   | Mount Lemmon         | Mt. Lemmon Survey                                   |
| 388394 | 2006 UV360             | 30 d'octubre de 2006   | Catalina             | CSS                                                 |
| 388395 | 2006 VL26              | 10 de novembre de 2006 | Kitt Peak            | Spacewatch                                          |
| 388396 | 2006 VS31              | 11 de novembre de 2006 | Kitt Peak            | Spacewatch                                          |
| 388397 | 2006 VT32              | 15 d'octubre de 2006   | Kitt Peak            | Spacewatch                                          |
| 388398 | 2006 VS33              | 11 de novembre de 2006 | Mount Lemmon         | Mt. Lemmon Survey                                   |
| 388399 | 2006 VP47              | 9 de novembre de 2006  | Kitt Peak            | Spacewatch                                          |
| 388400 | 2006 VL49              | 10 de novembre de 2006 | Kitt Peak            | Spacewatch                                          |

## 388401-388500
| Nom    | Designació provisional | Data de descobriment   | Lloc de descobriment | Descobridor/s     |
| ------ | ---------------------- | ---------------------- | -------------------- | ----------------- |
| 388401 | 2006 VZ62              | 17 d'octubre de 2006   | Catalina             | CSS               |
| 388402 | 2006 VP71              | 11 de novembre de 2006 | Mount Lemmon         | Mt. Lemmon Survey |
| 388403 | 2006 VO120             | 14 de novembre de 2006 | Kitt Peak            | Spacewatch        |
| 388404 | 2006 WG41              | 16 de novembre de 2006 | Kitt Peak            | Spacewatch        |
| 388405 | 2006 WS42              | 16 de novembre de 2006 | Kitt Peak            | Spacewatch        |
| 388406 | 2006 WJ48              | 16 de novembre de 2006 | Kitt Peak            | Spacewatch        |
| 388407 | 2006 WC56              | 16 de novembre de 2006 | Kitt Peak            | Spacewatch        |
| 388408 | 2006 WM71              | 18 de novembre de 2006 | Kitt Peak            | Spacewatch        |
| 388409 | 2006 WG93              | 19 de novembre de 2006 | Kitt Peak            | Spacewatch        |
| 388410 | 2006 WF97              | 15 d'octubre de 1995   | Kitt Peak            | Spacewatch        |
| 388411 | 2006 WF100             | 16 d'octubre de 2006   | Catalina             | CSS               |
| 388412 | 2006 WL104             | 11 de novembre de 2006 | Kitt Peak            | Spacewatch        |
| 388413 | 2006 WY157             | 22 de novembre de 2006 | Kitt Peak            | Spacewatch        |
| 388414 | 2006 WD163             | 23 de novembre de 2006 | Kitt Peak            | Spacewatch        |
| 388415 | 2006 WJ175             | 23 de novembre de 2006 | Kitt Peak            | Spacewatch        |
| 388416 | 2006 WR178             | 24 de novembre de 2006 | Mount Lemmon         | Mt. Lemmon Survey |
| 388417 | 2006 WB205             | 18 de novembre de 2006 | Kitt Peak            | Spacewatch        |
| 388418 | 2006 XX49              | 13 de desembre de 2006 | Mount Lemmon         | Mt. Lemmon Survey |
| 388419 | 2006 XL51              | 14 de desembre de 2006 | Kitt Peak            | Spacewatch        |
| 388420 | 2006 XQ59              | 14 de desembre de 2006 | Kitt Peak            | Spacewatch        |
| 388421 | 2006 XF63              | 14 de desembre de 2006 | Marly                | P. Kocher         |
| 388422 | 2006 YF8               | 20 de desembre de 2006 | Mount Lemmon         | Mt. Lemmon Survey |
| 388423 | 2006 YH15              | 18 de febrer de 2004   | Kitt Peak            | Spacewatch        |
| 388424 | 2006 YT32              | 21 de desembre de 2006 | Kitt Peak            | Spacewatch        |
| 388425 | 2006 YK52              | 21 de desembre de 2006 | Kitt Peak            | Spacewatch        |
| 388426 | 2007 AR                | 8 de gener de 2007     | Catalina             | CSS               |
| 388427 | 2007 AQ1               | 8 de gener de 2007     | Mount Lemmon         | Mt. Lemmon Survey |
| 388428 | 2007 BX8               | 17 de gener de 2007    | Kitt Peak            | Spacewatch        |
| 388429 | 2007 BE10              | 17 de gener de 2007    | Kitt Peak            | Spacewatch        |
| 388430 | 2007 BN28              | 24 de gener de 2007    | Mount Lemmon         | Mt. Lemmon Survey |
| 388431 | 2007 BQ40              | 24 de gener de 2007    | Mount Lemmon         | Mt. Lemmon Survey |
| 388432 | 2007 BQ48              | 26 de gener de 2007    | Kitt Peak            | Spacewatch        |
| 388433 | 2007 BW55              | 24 de gener de 2007    | Socorro              | LINEAR            |
| 388434 | 2007 BY65              | 27 de gener de 2007    | Mount Lemmon         | Mt. Lemmon Survey |
| 388435 | 2007 BP69              | 1 de desembre de 2006  | Mount Lemmon         | Mt. Lemmon Survey |
| 388436 | 2007 BY75              | 27 de gener de 2007    | Kitt Peak            | Spacewatch        |
| 388437 | 2007 BH77              | 17 de gener de 2007    | Kitt Peak            | Spacewatch        |
| 388438 | 2007 BV77              | 17 de gener de 2007    | Kitt Peak            | Spacewatch        |
| 388439 | 2007 BL81              | 27 de gener de 2007    | Kitt Peak            | Spacewatch        |
| 388440 | 2007 CH10              | 6 de febrer de 2007    | Mount Lemmon         | Mt. Lemmon Survey |
| 388441 | 2007 CT15              | 6 de febrer de 2007    | Palomar              | NEAT              |
| 388442 | 2007 CW16              | 8 de febrer de 2007    | Mount Lemmon         | Mt. Lemmon Survey |
| 388443 | 2007 CZ20              | 6 de febrer de 2007    | Mount Lemmon         | Mt. Lemmon Survey |
| 388444 | 2007 CC22              | 17 de gener de 2007    | Kitt Peak            | Spacewatch        |
| 388445 | 2007 CG46              | 8 de febrer de 2007    | Palomar              | NEAT              |
| 388446 | 2007 CG48              | 10 de febrer de 2007   | Mount Lemmon         | Mt. Lemmon Survey |
| 388447 | 2007 CH62              | 10 de febrer de 2007   | Catalina             | CSS               |
| 388448 | 2007 DY2               | 16 de febrer de 2007   | Catalina             | CSS               |
| 388449 | 2007 DO3               | 16 de febrer de 2007   | Mount Lemmon         | Mt. Lemmon Survey |
| 388450 | 2007 DX7               | 29 de gener de 2007    | Kitt Peak            | Spacewatch        |
| 388451 | 2007 DJ14              | 17 de febrer de 2007   | Kitt Peak            | Spacewatch        |
| 388452 | 2007 DF19              | 17 de febrer de 2007   | Kitt Peak            | Spacewatch        |
| 388453 | 2007 DA26              | 17 de febrer de 2007   | Kitt Peak            | Spacewatch        |
| 388454 | 2007 DY29              | 17 de febrer de 2007   | Kitt Peak            | Spacewatch        |
| 388455 | 2007 DR32              | 17 de febrer de 2007   | Kitt Peak            | Spacewatch        |
| 388456 | 2007 DL33              | 17 de febrer de 2007   | Kitt Peak            | Spacewatch        |
| 388457 | 2007 DV33              | 17 de febrer de 2007   | Kitt Peak            | Spacewatch        |
| 388458 | 2007 DS36              | 17 de febrer de 2007   | Kitt Peak            | Spacewatch        |
| 388459 | 2007 DF43              | 30 de gener de 2000    | Kitt Peak            | Spacewatch        |
| 388460 | 2007 DQ43              | 17 de febrer de 2007   | Goodricke-Pigott     | R. A. Tucker      |
| 388461 | 2007 DZ53              | 21 de febrer de 2007   | Kitt Peak            | Spacewatch        |
| 388462 | 2007 DC56              | 21 de febrer de 2007   | Socorro              | LINEAR            |
| 388463 | 2007 DK64              | 21 de febrer de 2007   | Kitt Peak            | Spacewatch        |
| 388464 | 2007 DV70              | 21 de febrer de 2007   | Kitt Peak            | Spacewatch        |
| 388465 | 2007 DS72              | 21 de febrer de 2007   | Kitt Peak            | Spacewatch        |
| 388466 | 2007 DD75              | 21 de febrer de 2007   | Mount Lemmon         | Mt. Lemmon Survey |
| 388467 | 2007 DZ76              | 22 de febrer de 2007   | Catalina             | CSS               |
| 388468 | 2007 DB83              | 24 de febrer de 2007   | Črni Vrh             | S. Matičič        |
| 388469 | 2007 DN85              | 21 de febrer de 2007   | Mount Lemmon         | Mt. Lemmon Survey |
| 388470 | 2007 DT85              | 21 de febrer de 2007   | Mount Lemmon         | Mt. Lemmon Survey |
| 388471 | 2007 DS95              | 23 de febrer de 2007   | Kitt Peak            | Spacewatch        |
| 388472 | 2007 DD99              | 25 de febrer de 2007   | Mount Lemmon         | Mt. Lemmon Survey |
| 388473 | 2007 DS99              | 25 de febrer de 2007   | Mount Lemmon         | Mt. Lemmon Survey |
| 388474 | 2007 DF105             | 26 de febrer de 2007   | Mount Lemmon         | Mt. Lemmon Survey |
| 388475 | 2007 EC1               | 6 de març de 2007      | Palomar              | NEAT              |
| 388476 | 2007 EQ7               | 9 de març de 2007      | Mount Lemmon         | Mt. Lemmon Survey |
| 388477 | 2007 EG8               | 9 de març de 2007      | Palomar              | NEAT              |
| 388478 | 2007 EM28              | 9 de març de 2007      | Palomar              | NEAT              |
| 388479 | 2007 ET29              | 9 de març de 2007      | Kitt Peak            | Spacewatch        |
| 388480 | 2007 EE31              | 6 de febrer de 2007    | Kitt Peak            | Spacewatch        |
| 388481 | 2007 EB44              | 9 de març de 2007      | Kitt Peak            | Spacewatch        |
| 388482 | 2007 EU45              | 9 de març de 2007      | Kitt Peak            | Spacewatch        |
| 388483 | 2007 EP47              | 9 de març de 2007      | Mount Lemmon         | Mt. Lemmon Survey |
| 388484 | 2007 EY47              | 9 de març de 2007      | Kitt Peak            | Spacewatch        |
| 388485 | 2007 EP64              | 10 de març de 2007     | Kitt Peak            | Spacewatch        |
| 388486 | 2007 EP68              | 10 de març de 2007     | Kitt Peak            | Spacewatch        |
| 388487 | 2007 EL71              | 10 de març de 2007     | Kitt Peak            | Spacewatch        |
| 388488 | 2007 ED72              | 10 de març de 2007     | Kitt Peak            | Spacewatch        |
| 388489 | 2007 EA74              | 10 de març de 2007     | Kitt Peak            | Spacewatch        |
| 388490 | 2007 EL75              | 10 de març de 2007     | Kitt Peak            | Spacewatch        |
| 388491 | 2007 EZ78              | 10 de març de 2007     | Palomar              | NEAT              |
| 388492 | 2007 ET79              | 10 de març de 2007     | Mount Lemmon         | Mt. Lemmon Survey |
| 388493 | 2007 EX90              | 9 de març de 2007      | Mount Lemmon         | Mt. Lemmon Survey |
| 388494 | 2007 EY94              | 20 d'octubre de 2001   | Socorro              | LINEAR            |
| 388495 | 2007 EQ96              | 10 de març de 2007     | Mount Lemmon         | Mt. Lemmon Survey |
| 388496 | 2007 EM97              | 11 de març de 2007     | Kitt Peak            | Spacewatch        |
| 388497 | 2007 EC105             | 11 de març de 2007     | Mount Lemmon         | Mt. Lemmon Survey |
| 388498 | 2007 ES105             | 11 de març de 2007     | Kitt Peak            | Spacewatch        |
| 388499 | 2007 EK107             | 11 de març de 2007     | Kitt Peak            | Spacewatch        |
| 388500 | 2007 EA110             | 11 de març de 2007     | Kitt Peak            | Spacewatch        |

## 388501-388600
| Nom    | Designació provisional | Data de descobriment   | Lloc de descobriment | Descobridor/s                                          |
| ------ | ---------------------- | ---------------------- | -------------------- | ------------------------------------------------------ |
| 388501 | 2007 EE113             | 12 de març de 2007     | Kitt Peak            | Spacewatch                                             |
| 388502 | 2007 ED132             | 9 de març de 2007      | Mount Lemmon         | Mt. Lemmon Survey                                      |
| 388503 | 2007 EH136             | 10 de març de 2007     | Mount Lemmon         | Mt. Lemmon Survey                                      |
| 388504 | 2007 EW136             | 10 de març de 2007     | Palomar              | NEAT                                                   |
| 388505 | 2007 EB146             | 12 de març de 2007     | Mount Lemmon         | Mt. Lemmon Survey                                      |
| 388506 | 2007 ER156             | 12 de març de 2007     | Kitt Peak            | Spacewatch                                             |
| 388507 | 2007 EW159             | 14 de març de 2007     | Mount Lemmon         | Mt. Lemmon Survey                                      |
| 388508 | 2007 EM167             | 12 de març de 2007     | Kitt Peak            | Spacewatch                                             |
| 388509 | 2007 EC173             | 14 de març de 2007     | Kitt Peak            | Spacewatch                                             |
| 388510 | 2007 EB189             | 13 de març de 2007     | Mount Lemmon         | Mt. Lemmon Survey                                      |
| 388511 | 2007 EZ195             | 15 de març de 2007     | Mount Lemmon         | Mt. Lemmon Survey                                      |
| 388512 | 2007 EW206             | 13 de març de 2007     | Mount Lemmon         | Mt. Lemmon Survey                                      |
| 388513 | 2007 EQ214             | 13 de març de 2007     | Kitt Peak            | Spacewatch                                             |
| 388514 | 2007 EO217             | 11 de març de 2007     | Mount Lemmon         | Mt. Lemmon Survey                                      |
| 388515 | 2007 FE18              | 17 de març de 2007     | Socorro              | LINEAR                                                 |
| 388516 | 2007 FT24              | 20 de març de 2007     | Mount Lemmon         | Mt. Lemmon Survey                                      |
| 388517 | 2007 GJ6               | 11 d'abril de 2007     | Socorro              | LINEAR                                                 |
| 388518 | 2007 GU22              | 11 d'abril de 2007     | Mount Lemmon         | Mt. Lemmon Survey                                      |
| 388519 | 2007 GE26              | 14 d'abril de 2007     | Mount Lemmon         | Mt. Lemmon Survey                                      |
| 388520 | 2007 GN31              | 23 de febrer de 2007   | Mount Lemmon         | Mt. Lemmon Survey                                      |
| 388521 | 2007 GV32              | 11 de març de 2007     | Kitt Peak            | Spacewatch                                             |
| 388522 | 2007 GM40              | 14 d'abril de 2007     | Kitt Peak            | Spacewatch                                             |
| 388523 | 2007 GK45              | 14 d'abril de 2007     | Kitt Peak            | Spacewatch                                             |
| 388524 | 2007 GF47              | 14 d'abril de 2007     | Kitt Peak            | Spacewatch                                             |
| 388525 | 2007 GJ47              | 14 d'abril de 2007     | Kitt Peak            | Spacewatch                                             |
| 388526 | 2007 GD48              | 14 d'abril de 2007     | Kitt Peak            | Spacewatch                                             |
| 388527 | 2007 GR52              | 14 d'abril de 2007     | Kitt Peak            | Spacewatch                                             |
| 388528 | 2007 GS58              | 15 d'abril de 2007     | Mount Lemmon         | Mt. Lemmon Survey                                      |
| 388529 | 2007 GS60              | 15 d'abril de 2007     | Kitt Peak            | Spacewatch                                             |
| 388530 | 2007 GF63              | 15 d'abril de 2007     | Kitt Peak            | Spacewatch                                             |
| 388531 | 2007 HO2               | 16 d'abril de 2007     | Mount Lemmon         | Mt. Lemmon Survey                                      |
| 388532 | 2007 HV5               | 16 d'abril de 2007     | Catalina             | CSS                                                    |
| 388533 | 2007 HO6               | 16 d'abril de 2007     | Anderson Mesa        | LONEOS                                                 |
| 388534 | 2007 HF22              | 18 d'abril de 2007     | Kitt Peak            | Spacewatch                                             |
| 388535 | 2007 HN31              | 19 d'abril de 2007     | Kitt Peak            | Spacewatch                                             |
| 388536 | 2007 HR42              | 22 d'abril de 2007     | Mount Lemmon         | Mt. Lemmon Survey                                      |
| 388537 | 2007 HW47              | 20 d'abril de 2007     | Kitt Peak            | Spacewatch                                             |
| 388538 | 2007 HP58              | 23 d'abril de 2007     | Catalina             | CSS                                                    |
| 388539 | 2007 HT62              | 22 d'abril de 2007     | Mount Lemmon         | Mt. Lemmon Survey                                      |
| 388540 | 2007 HG81              | 25 d'abril de 2007     | Mount Lemmon         | Mt. Lemmon Survey                                      |
| 388541 | 2007 HS84              | 22 d'abril de 2007     | Kitt Peak            | Spacewatch                                             |
| 388542 | 2007 HQ85              | 24 d'abril de 2007     | Kitt Peak            | Spacewatch                                             |
| 388543 | 2007 HF95              | 19 d'abril de 2007     | Mount Lemmon         | Mt. Lemmon Survey                                      |
| 388544 | 2007 JC4               | 7 de maig de 2007      | Kitt Peak            | Spacewatch                                             |
| 388545 | 2007 JB16              | 9 de maig de 2007      | Lulin                | LUSS                                                   |
| 388546 | 2007 JA18              | 8 de maig de 2007      | Anderson Mesa        | LONEOS                                                 |
| 388547 | 2007 JM31              | 12 de maig de 2007     | Mount Lemmon         | Mt. Lemmon Survey                                      |
| 388548 | 2007 JZ31              | 12 de maig de 2007     | Mount Lemmon         | Mt. Lemmon Survey                                      |
| 388549 | 2007 LQ15              | 8 de juny de 2007      | Catalina             | CSS                                                    |
| 388550 | 2007 LX24              | 8 d'octubre de 2004    | Kitt Peak            | Spacewatch                                             |
| 388551 | 2007 MJ2               | 16 de juny de 2007     | Kitt Peak            | Spacewatch                                             |
| 388552 | 2007 MZ8               | 19 de juny de 2007     | Kitt Peak            | Spacewatch                                             |
| 388553 | 2007 MK27              | 23 de juny de 2007     | Kitt Peak            | Spacewatch                                             |
| 388554 | 2007 NA1               | 11 de juliol de 2007   | La Sagra             | OAM                                                    |
| 388555 | 2007 NE6               | 10 de juliol de 2007   | Siding Spring        | Siding Spring Survey                                   |
| 388556 | 2007 OD2               | 19 de juliol de 2007   | Tiki                 | S. F. Hönig, N. Teamo                                  |
| 388557 | 2007 PS7               | 10 d'agost de 2007     | Kitt Peak            | Spacewatch                                             |
| 388558 | 2007 PO8               | 18 de juliol de 2007   | Mount Lemmon         | Mt. Lemmon Survey                                      |
| 388559 | 2007 PB14              | 8 d'agost de 2007      | Socorro              | LINEAR                                                 |
| 388560 | 2007 PY17              | 19 de setembre de 1973 | Palomar              | C. J. van Houten, I. van Houten-Groeneveld, T. Gehrels |
| 388561 | 2007 PG36              | 13 d'agost de 2007     | Socorro              | LINEAR                                                 |
| 388562 | 2007 PQ39              | 11 d'agost de 2007     | Anderson Mesa        | LONEOS                                                 |
| 388563 | 2007 PC43              | 9 d'agost de 2007      | Socorro              | LINEAR                                                 |
| 388564 | 2007 QB5               | 31 d'agost de 2007     | Siding Spring        | K. Sárneczky, L. Kiss                                  |
| 388565 | 2007 QX6               | 21 d'agost de 2007     | Anderson Mesa        | LONEOS                                                 |
| 388566 | 2007 QQ10              | 10 d'agost de 2007     | Kitt Peak            | Spacewatch                                             |
| 388567 | 2007 QX14              | 24 d'agost de 2007     | Purple Mountain      | PMO NEO Survey Program                                 |
| 388568 | 2007 QW15              | 16 d'agost de 2007     | Purple Mountain      | PMO NEO Survey Program                                 |
| 388569 | 2007 QE16              | 22 d'agost de 2007     | Anderson Mesa        | LONEOS                                                 |
| 388570 | 2007 RT2               | 2 de setembre de 2007  | Mount Lemmon         | Mt. Lemmon Survey                                      |
| 388571 | 2007 RZ31              | 5 de setembre de 2007  | Catalina             | CSS                                                    |
| 388572 | 2007 RX33              | 5 de setembre de 2007  | Mount Lemmon         | Mt. Lemmon Survey                                      |
| 388573 | 2007 RB36              | 8 de setembre de 2007  | Anderson Mesa        | LONEOS                                                 |
| 388574 | 2007 RB43              | 9 de setembre de 2007  | Kitt Peak            | Spacewatch                                             |
| 388575 | 2007 RO57              | 9 de setembre de 2007  | Kitt Peak            | Spacewatch                                             |
| 388576 | 2007 RN69              | 10 de setembre de 2007 | Kitt Peak            | Spacewatch                                             |
| 388577 | 2007 RC71              | 10 de setembre de 2007 | Kitt Peak            | Spacewatch                                             |
| 388578 | 2007 RV73              | 10 d'agost de 2007     | Kitt Peak            | Spacewatch                                             |
| 388579 | 2007 RC75              | 10 de setembre de 2007 | Mount Lemmon         | Mt. Lemmon Survey                                      |
| 388580 | 2007 RC82              | 10 de setembre de 2007 | Mount Lemmon         | Mt. Lemmon Survey                                      |
| 388581 | 2007 RB90              | 10 de setembre de 2007 | Mount Lemmon         | Mt. Lemmon Survey                                      |
| 388582 | 2007 RY91              | 10 de setembre de 2007 | Mount Lemmon         | Mt. Lemmon Survey                                      |
| 388583 | 2007 RE97              | 10 de setembre de 2007 | Mount Lemmon         | Mt. Lemmon Survey                                      |
| 388584 | 2007 RZ101             | 11 de setembre de 2007 | Catalina             | CSS                                                    |
| 388585 | 2007 RQ105             | 24 d'agost de 2007     | Kitt Peak            | Spacewatch                                             |
| 388586 | 2007 RU115             | 11 de setembre de 2007 | Kitt Peak            | Spacewatch                                             |
| 388587 | 2007 RW122             | 12 de setembre de 2007 | Mount Lemmon         | Mt. Lemmon Survey                                      |
| 388588 | 2007 RC126             | 12 de setembre de 2007 | Catalina             | CSS                                                    |
| 388589 | 2007 RH129             | 28 de setembre de 2003 | Kitt Peak            | Spacewatch                                             |
| 388590 | 2007 RE130             | 12 de setembre de 2007 | Anderson Mesa        | LONEOS                                                 |
| 388591 | 2007 RO138             | 11 de setembre de 2007 | Mount Lemmon         | Mt. Lemmon Survey                                      |
| 388592 | 2007 RZ143             | 14 de setembre de 2007 | Socorro              | LINEAR                                                 |
| 388593 | 2007 RX145             | 14 de setembre de 2007 | Socorro              | LINEAR                                                 |
| 388594 | 2007 RQ169             | 10 de setembre de 2007 | Kitt Peak            | Spacewatch                                             |
| 388595 | 2007 RW169             | 24 d'agost de 2007     | Kitt Peak            | Spacewatch                                             |
| 388596 | 2007 RX177             | 10 de setembre de 2007 | Kitt Peak            | Spacewatch                                             |
| 388597 | 2007 RY179             | 10 de setembre de 2007 | Mount Lemmon         | Mt. Lemmon Survey                                      |
| 388598 | 2007 RX181             | 11 de setembre de 2007 | Mount Lemmon         | Mt. Lemmon Survey                                      |
| 388599 | 2007 RQ183             | 12 de setembre de 2007 | Mount Lemmon         | Mt. Lemmon Survey                                      |
| 388600 | 2007 RF187             | 13 de setembre de 2007 | Mount Lemmon         | Mt. Lemmon Survey                                      |

## 388601-388700
| Nom    | Designació provisional | Data de descobriment   | Lloc de descobriment | Descobridor/s        |
| ------ | ---------------------- | ---------------------- | -------------------- | -------------------- |
| 388601 | 2007 RM191             | 11 de setembre de 2007 | Kitt Peak            | Spacewatch           |
| 388602 | 2007 RX202             | 13 de setembre de 2007 | Kitt Peak            | Spacewatch           |
| 388603 | 2007 RJ231             | 11 de setembre de 2007 | Mount Lemmon         | Mt. Lemmon Survey    |
| 388604 | 2007 RO243             | 15 de setembre de 2007 | Socorro              | LINEAR               |
| 388605 | 2007 RF246             | 10 d'agost de 2007     | Kitt Peak            | Spacewatch           |
| 388606 | 2007 RD273             | 15 de setembre de 2007 | Kitt Peak            | Spacewatch           |
| 388607 | 2007 RB284             | 9 de setembre de 2007  | Mount Lemmon         | Mt. Lemmon Survey    |
| 388608 | 2007 RD287             | 8 de setembre de 2007  | Mount Lemmon         | Mt. Lemmon Survey    |
| 388609 | 2007 RG296             | 14 de setembre de 2007 | Mount Lemmon         | Mt. Lemmon Survey    |
| 388610 | 2007 RC300             | 24 de novembre de 2003 | Kitt Peak            | Spacewatch           |
| 388611 | 2007 RL302             | 15 de setembre de 2007 | Mount Lemmon         | Mt. Lemmon Survey    |
| 388612 | 2007 RM308             | 12 de setembre de 2007 | Mount Lemmon         | Mt. Lemmon Survey    |
| 388613 | 2007 RX314             | 4 de setembre de 2007  | Mount Lemmon         | Mt. Lemmon Survey    |
| 388614 | 2007 SE5               | 18 de setembre de 2007 | Socorro              | LINEAR               |
| 388615 | 2007 SO5               | 19 de setembre de 2007 | Socorro              | LINEAR               |
| 388616 | 2007 SL19              | 21 de setembre de 2007 | Kitt Peak            | Spacewatch           |
| 388617 | 2007 TO7               | 7 d'octubre de 2007    | Pla D'Arguines       | R. Ferrando          |
| 388618 | 2007 TS18              | 8 d'octubre de 2007    | La Sagra             | OAM                  |
| 388619 | 2007 TT20              | 8 d'octubre de 2007    | Cordell-Lorenz       | Cordell-Lorenz       |
| 388620 | 2007 TQ22              | 9 d'octubre de 2007    | Mount Lemmon         | Mt. Lemmon Survey    |
| 388621 | 2007 TN28              | 4 d'octubre de 2007    | Kitt Peak            | Spacewatch           |
| 388622 | 2007 TO37              | 4 d'octubre de 2007    | Catalina             | CSS                  |
| 388623 | 2007 TA44              | 7 d'octubre de 2007    | Mount Lemmon         | Mt. Lemmon Survey    |
| 388624 | 2007 TH50              | 4 d'octubre de 2007    | Kitt Peak            | Spacewatch           |
| 388625 | 2007 TQ52              | 4 d'octubre de 2007    | Kitt Peak            | Spacewatch           |
| 388626 | 2007 TB60              | 5 d'octubre de 2007    | Kitt Peak            | Spacewatch           |
| 388627 | 2007 TS65              | 4 d'octubre de 2007    | Kitt Peak            | Spacewatch           |
| 388628 | 2007 TA67              | 12 d'octubre de 2007   | Dauban               | Chante-Perdrix       |
| 388629 | 2007 TL69              | 14 d'octubre de 2007   | Altschwendt          | W. Ries              |
| 388630 | 2007 TH73              | 14 d'octubre de 2007   | Altschwendt          | W. Ries              |
| 388631 | 2007 TM88              | 8 d'octubre de 2007    | Mount Lemmon         | Mt. Lemmon Survey    |
| 388632 | 2007 TO89              | 8 d'octubre de 2007    | Mount Lemmon         | Mt. Lemmon Survey    |
| 388633 | 2007 TQ102             | 8 d'octubre de 2007    | Mount Lemmon         | Mt. Lemmon Survey    |
| 388634 | 2007 TE103             | 15 de setembre de 2007 | Mount Lemmon         | Mt. Lemmon Survey    |
| 388635 | 2007 TM113             | 8 d'octubre de 2007    | Anderson Mesa        | LONEOS               |
| 388636 | 2007 TG118             | 14 de setembre de 2007 | Mount Lemmon         | Mt. Lemmon Survey    |
| 388637 | 2007 TE119             | 15 de setembre de 2007 | Mount Lemmon         | Mt. Lemmon Survey    |
| 388638 | 2007 TR131             | 7 d'octubre de 2007    | Mount Lemmon         | Mt. Lemmon Survey    |
| 388639 | 2007 TJ141             | 9 d'octubre de 2007    | Mount Lemmon         | Mt. Lemmon Survey    |
| 388640 | 2007 TS151             | 9 d'octubre de 2007    | Socorro              | LINEAR               |
| 388641 | 2007 TU154             | 9 d'octubre de 2007    | Socorro              | LINEAR               |
| 388642 | 2007 TG163             | 11 d'octubre de 2007   | Socorro              | LINEAR               |
| 388643 | 2007 TY164             | 4 d'octubre de 2007    | Catalina             | CSS                  |
| 388644 | 2007 TD169             | 12 d'octubre de 2007   | Socorro              | LINEAR               |
| 388645 | 2007 TH174             | 4 d'octubre de 2007    | Kitt Peak            | Spacewatch           |
| 388646 | 2007 TT177             | 6 d'octubre de 2007    | Kitt Peak            | Spacewatch           |
| 388647 | 2007 TB193             | 6 d'octubre de 2007    | 7300                 | W. K. Y. Yeung       |
| 388648 | 2007 TJ199             | 8 d'octubre de 2007    | Kitt Peak            | Spacewatch           |
| 388649 | 2007 TK235             | 9 d'octubre de 2007    | Mount Lemmon         | Mt. Lemmon Survey    |
| 388650 | 2007 TU245             | 2 de febrer de 2005    | Kitt Peak            | Spacewatch           |
| 388651 | 2007 TP248             | 10 d'octubre de 2007   | Kitt Peak            | Spacewatch           |
| 388652 | 2007 TP253             | 8 d'octubre de 2007    | Mount Lemmon         | Mt. Lemmon Survey    |
| 388653 | 2007 TS253             | 11 de setembre de 2007 | Mount Lemmon         | Mt. Lemmon Survey    |
| 388654 | 2007 TY260             | 10 d'octubre de 2007   | Kitt Peak            | Spacewatch           |
| 388655 | 2007 TR265             | 11 d'octubre de 2007   | Kitt Peak            | Spacewatch           |
| 388656 | 2007 TK269             | 9 d'octubre de 2007    | Kitt Peak            | Spacewatch           |
| 388657 | 2007 TE270             | 9 d'octubre de 2007    | Kitt Peak            | Spacewatch           |
| 388658 | 2007 TA280             | 13 d'octubre de 2007   | Kitt Peak            | Spacewatch           |
| 388659 | 2007 TZ287             | 11 d'octubre de 2007   | Catalina             | CSS                  |
| 388660 | 2007 TF290             | 12 d'octubre de 2007   | Catalina             | CSS                  |
| 388661 | 2007 TS327             | 11 d'octubre de 2007   | Kitt Peak            | Spacewatch           |
| 388662 | 2007 TO328             | 11 d'octubre de 2007   | Kitt Peak            | Spacewatch           |
| 388663 | 2007 TX334             | 11 d'octubre de 2007   | Kitt Peak            | Spacewatch           |
| 388664 | 2007 TG337             | 13 d'octubre de 2007   | Catalina             | CSS                  |
| 388665 | 2007 TF354             | 10 d'octubre de 2007   | Catalina             | CSS                  |
| 388666 | 2007 TT369             | 19 de juliol de 2007   | Siding Spring        | Siding Spring Survey |
| 388667 | 2007 TY370             | 12 d'octubre de 2007   | Mount Lemmon         | Mt. Lemmon Survey    |
| 388668 | 2007 TP373             | 14 d'octubre de 2007   | Mount Lemmon         | Mt. Lemmon Survey    |
| 388669 | 2007 TL383             | 14 d'octubre de 2007   | Kitt Peak            | Spacewatch           |
| 388670 | 2007 TZ397             | 25 de setembre de 2007 | Mount Lemmon         | Mt. Lemmon Survey    |
| 388671 | 2007 TP399             | 15 d'octubre de 2007   | Kitt Peak            | Spacewatch           |
| 388672 | 2007 TW418             | 9 d'octubre de 2007    | Kitt Peak            | Spacewatch           |
| 388673 | 2007 TV426             | 9 d'octubre de 2007    | Kitt Peak            | Spacewatch           |
| 388674 | 2007 TH435             | 12 d'octubre de 2007   | Kitt Peak            | Spacewatch           |
| 388675 | 2007 TZ444             | 11 d'octubre de 2007   | Lulin                | LUSS                 |
| 388676 | 2007 TE447             | 10 d'octubre de 2007   | Mount Lemmon         | Mt. Lemmon Survey    |
| 388677 | 2007 TJ448             | 7 d'octubre de 2007    | Mount Lemmon         | Mt. Lemmon Survey    |
| 388678 | 2007 UH10              | 11 d'octubre de 2007   | Catalina             | CSS                  |
| 388679 | 2007 UG12              | 18 d'octubre de 2007   | Kitt Peak            | Spacewatch           |
| 388680 | 2007 UV49              | 24 d'octubre de 2007   | Mount Lemmon         | Mt. Lemmon Survey    |
| 388681 | 2007 UX56              | 30 d'octubre de 2007   | Mount Lemmon         | Mt. Lemmon Survey    |
| 388682 | 2007 UX60              | 18 de setembre de 2007 | Mount Lemmon         | Mt. Lemmon Survey    |
| 388683 | 2007 UN78              | 10 d'octubre de 2007   | Kitt Peak            | Spacewatch           |
| 388684 | 2007 UN82              | 30 d'octubre de 2007   | Kitt Peak            | Spacewatch           |
| 388685 | 2007 UM83              | 30 d'octubre de 2007   | Kitt Peak            | Spacewatch           |
| 388686 | 2007 UH85              | 30 d'octubre de 2007   | Kitt Peak            | Spacewatch           |
| 388687 | 2007 UT92              | 31 d'octubre de 2007   | Mount Lemmon         | Mt. Lemmon Survey    |
| 388688 | 2007 UP103             | 30 d'octubre de 2007   | Kitt Peak            | Spacewatch           |
| 388689 | 2007 UG110             | 30 d'octubre de 2007   | Mount Lemmon         | Mt. Lemmon Survey    |
| 388690 | 2007 UO126             | 19 d'octubre de 2007   | Mount Lemmon         | Mt. Lemmon Survey    |
| 388691 | 2007 UH129             | 20 d'octubre de 2007   | Mount Lemmon         | Mt. Lemmon Survey    |
| 388692 | 2007 UN130             | 19 d'octubre de 2007   | Mount Lemmon         | Mt. Lemmon Survey    |
| 388693 | 2007 UE133             | 21 d'octubre de 2007   | Mount Lemmon         | Mt. Lemmon Survey    |
| 388694 | 2007 UR134             | 17 d'octubre de 2007   | Mount Lemmon         | Mt. Lemmon Survey    |
| 388695 | 2007 UY136             | 25 d'octubre de 2007   | Mount Lemmon         | Mt. Lemmon Survey    |
| 388696 | 2007 UH139             | 21 d'octubre de 2007   | Mount Lemmon         | Mt. Lemmon Survey    |
| 388697 | 2007 UX140             | 20 d'octubre de 2007   | Mount Lemmon         | Mt. Lemmon Survey    |
| 388698 | 2007 VJ7               | 2 de novembre de 2007  | Eskridge             | G. Hug               |
| 388699 | 2007 VZ33              | 2 de novembre de 2007  | Kitt Peak            | Spacewatch           |
| 388700 | 2007 VF35              | 3 de novembre de 2007  | 7300                 | W. K. Y. Yeung       |

## 388701-388800
| Nom    | Designació provisional | Data de descobriment   | Lloc de descobriment | Descobridor/s     |
| ------ | ---------------------- | ---------------------- | -------------------- | ----------------- |
| 388701 | 2007 VU41              | 3 de novembre de 2007  | Mount Lemmon         | Mt. Lemmon Survey |
| 388702 | 2007 VO48              | 1 de novembre de 2007  | Kitt Peak            | Spacewatch        |
| 388703 | 2007 VH52              | 1 de novembre de 2007  | Kitt Peak            | Spacewatch        |
| 388704 | 2007 VO63              | 14 d'octubre de 2007   | Mount Lemmon         | Mt. Lemmon Survey |
| 388705 | 2007 VM64              | 1 de novembre de 2007  | Kitt Peak            | Spacewatch        |
| 388706 | 2007 VO64              | 1 de novembre de 2007  | Kitt Peak            | Spacewatch        |
| 388707 | 2007 VR80              | 4 de novembre de 2007  | Kitt Peak            | Spacewatch        |
| 388708 | 2007 VV84              | 8 de novembre de 2007  | La Sagra             | OAM               |
| 388709 | 2007 VO99              | 2 de novembre de 2007  | Kitt Peak            | Spacewatch        |
| 388710 | 2007 VU100             | 2 de novembre de 2007  | Kitt Peak            | Spacewatch        |
| 388711 | 2007 VS109             | 16 d'octubre de 2007   | Mount Lemmon         | Mt. Lemmon Survey |
| 388712 | 2007 VN110             | 3 de novembre de 2007  | Kitt Peak            | Spacewatch        |
| 388713 | 2007 VE111             | 3 de novembre de 2007  | Kitt Peak            | Spacewatch        |
| 388714 | 2007 VC115             | 3 de novembre de 2007  | Kitt Peak            | Spacewatch        |
| 388715 | 2007 VO130             | 2 d'abril de 2005      | Mount Lemmon         | Mt. Lemmon Survey |
| 388716 | 2007 VH139             | 3 de novembre de 2007  | Kitt Peak            | Spacewatch        |
| 388717 | 2007 VO143             | 4 de novembre de 2007  | Kitt Peak            | Spacewatch        |
| 388718 | 2007 VU143             | 4 de novembre de 2007  | Kitt Peak            | Spacewatch        |
| 388719 | 2007 VE147             | 4 de novembre de 2007  | Kitt Peak            | Spacewatch        |
| 388720 | 2007 VD158             | 5 de novembre de 2007  | Kitt Peak            | Spacewatch        |
| 388721 | 2007 VW158             | 5 de novembre de 2007  | Kitt Peak            | Spacewatch        |
| 388722 | 2007 VX167             | 5 de novembre de 2007  | Kitt Peak            | Spacewatch        |
| 388723 | 2007 VQ175             | 4 de novembre de 2007  | Mount Lemmon         | Mt. Lemmon Survey |
| 388724 | 2007 VX191             | 4 de novembre de 2007  | Mount Lemmon         | Mt. Lemmon Survey |
| 388725 | 2007 VJ192             | 4 de novembre de 2007  | Mount Lemmon         | Mt. Lemmon Survey |
| 388726 | 2007 VS204             | 30 d'octubre de 2007   | Mount Lemmon         | Mt. Lemmon Survey |
| 388727 | 2007 VH217             | 9 de novembre de 2007  | Kitt Peak            | Spacewatch        |
| 388728 | 2007 VC223             | 18 d'octubre de 2007   | Kitt Peak            | Spacewatch        |
| 388729 | 2007 VQ234             | 9 de novembre de 2007  | Kitt Peak            | Spacewatch        |
| 388730 | 2007 VF237             | 11 de novembre de 2007 | Mount Lemmon         | Mt. Lemmon Survey |
| 388731 | 2007 VY242             | 13 de novembre de 2007 | Mount Lemmon         | Mt. Lemmon Survey |
| 388732 | 2007 VX250             | 9 d'octubre de 2007    | Kitt Peak            | Spacewatch        |
| 388733 | 2007 VH254             | 2 de novembre de 2007  | Mount Lemmon         | Mt. Lemmon Survey |
| 388734 | 2007 VF261             | 13 de novembre de 2007 | Kitt Peak            | Spacewatch        |
| 388735 | 2007 VU262             | 13 de novembre de 2007 | Mount Lemmon         | Mt. Lemmon Survey |
| 388736 | 2007 VA267             | 11 de novembre de 2007 | Cerro Burek          | Cerro Burek       |
| 388737 | 2007 VS270             | 14 de novembre de 2007 | Kitt Peak            | Spacewatch        |
| 388738 | 2007 VK281             | 14 de novembre de 2007 | Kitt Peak            | Spacewatch        |
| 388739 | 2007 VC291             | 14 de novembre de 2007 | Kitt Peak            | Spacewatch        |
| 388740 | 2007 VY306             | 2 de novembre de 2007  | Mount Lemmon         | Mt. Lemmon Survey |
| 388741 | 2007 VH308             | 5 de novembre de 2007  | Mount Lemmon         | Mt. Lemmon Survey |
| 388742 | 2007 VU308             | 8 de novembre de 2007  | Kitt Peak            | Spacewatch        |
| 388743 | 2007 VX309             | 4 de novembre de 2007  | Mount Lemmon         | Mt. Lemmon Survey |
| 388744 | 2007 VV318             | 1 de novembre de 2007  | Kitt Peak            | Spacewatch        |
| 388745 | 2007 VS331             | 7 de novembre de 2007  | Kitt Peak            | Spacewatch        |
| 388746 | 2007 VO334             | 14 de novembre de 2007 | Kitt Peak            | Spacewatch        |
| 388747 | 2007 VQ334             | 2 d'abril de 2005      | Kitt Peak            | Spacewatch        |
| 388748 | 2007 VM335             | 11 de novembre de 2007 | Mount Lemmon         | Mt. Lemmon Survey |
| 388749 | 2007 WU                | 17 de novembre de 2007 | La Sagra             | OAM               |
| 388750 | 2007 WS3               | 18 de novembre de 2007 | Mount Lemmon         | Mt. Lemmon Survey |
| 388751 | 2007 WO5               | 16 de novembre de 2007 | Socorro              | LINEAR            |
| 388752 | 2007 WE6               | 24 d'octubre de 2007   | Mount Lemmon         | Mt. Lemmon Survey |
| 388753 | 2007 WN22              | 17 de novembre de 2007 | Kitt Peak            | Spacewatch        |
| 388754 | 2007 WG23              | 18 de novembre de 2007 | Mount Lemmon         | Mt. Lemmon Survey |
| 388755 | 2007 WU28              | 19 de novembre de 2007 | Kitt Peak            | Spacewatch        |
| 388756 | 2007 WL44              | 8 de novembre de 2007  | Catalina             | CSS               |
| 388757 | 2007 WT55              | 29 de novembre de 2007 | Lulin                | LUSS              |
| 388758 | 2007 XM19              | 12 de desembre de 2007 | Socorro              | LINEAR            |
| 388759 | 2007 XD21              | 13 de desembre de 2007 | Pla D'Arguines       | R. Ferrando       |
| 388760 | 2007 XC29              | 15 de desembre de 2007 | Catalina             | CSS               |
| 388761 | 2007 XX29              | 4 de novembre de 2007  | Socorro              | LINEAR            |
| 388762 | 2007 XF49              | 5 de novembre de 2007  | Mount Lemmon         | Mt. Lemmon Survey |
| 388763 | 2007 XD50              | 15 de desembre de 2007 | Kitt Peak            | Spacewatch        |
| 388764 | 2007 XQ53              | 14 de desembre de 2007 | Mount Lemmon         | Mt. Lemmon Survey |
| 388765 | 2007 XC54              | 3 de desembre de 2007  | Kitt Peak            | Spacewatch        |
| 388766 | 2007 XT55              | 2 de novembre de 2007  | Mount Lemmon         | Mt. Lemmon Survey |
| 388767 | 2007 XV58              | 14 de desembre de 2007 | Mount Lemmon         | Mt. Lemmon Survey |
| 388768 | 2007 YO5               | 16 de desembre de 2007 | Kitt Peak            | Spacewatch        |
| 388769 | 2007 YT23              | 5 de desembre de 2007  | Kitt Peak            | Spacewatch        |
| 388770 | 2007 YX27              | 18 de desembre de 2007 | Kitt Peak            | Spacewatch        |
| 388771 | 2007 YY30              | 9 de novembre de 2007  | Kitt Peak            | Spacewatch        |
| 388772 | 2007 YK35              | 30 de desembre de 2007 | Mount Lemmon         | Mt. Lemmon Survey |
| 388773 | 2007 YR39              | 30 de desembre de 2007 | Mount Lemmon         | Mt. Lemmon Survey |
| 388774 | 2007 YF45              | 30 de desembre de 2007 | Mount Lemmon         | Mt. Lemmon Survey |
| 388775 | 2007 YF52              | 12 de novembre de 2007 | Catalina             | CSS               |
| 388776 | 2007 YX55              | 31 de desembre de 2007 | Kitt Peak            | Spacewatch        |
| 388777 | 2007 YW58              | 31 de desembre de 2007 | Catalina             | CSS               |
| 388778 | 2007 YE64              | 31 de desembre de 2007 | Mount Lemmon         | Mt. Lemmon Survey |
| 388779 | 2007 YA72              | 18 de desembre de 2007 | Socorro              | LINEAR            |
| 388780 | 2008 AQ22              | 10 de gener de 2008    | Mount Lemmon         | Mt. Lemmon Survey |
| 388781 | 2008 AC25              | 10 de gener de 2008    | Mount Lemmon         | Mt. Lemmon Survey |
| 388782 | 2008 AM30              | 11 de gener de 2008    | Desert Eagle         | W. K. Y. Yeung    |
| 388783 | 2008 AZ32              | 19 d'octubre de 2007   | Mount Lemmon         | Mt. Lemmon Survey |
| 388784 | 2008 AT34              | 30 de desembre de 2007 | Kitt Peak            | Spacewatch        |
| 388785 | 2008 AQ40              | 10 de gener de 2008    | Mount Lemmon         | Mt. Lemmon Survey |
| 388786 | 2008 AL42              | 10 de gener de 2008    | Mount Lemmon         | Mt. Lemmon Survey |
| 388787 | 2008 AM47              | 3 de desembre de 2007  | Kitt Peak            | Spacewatch        |
| 388788 | 2008 AY77              | 12 de gener de 2008    | Mount Lemmon         | Mt. Lemmon Survey |
| 388789 | 2008 AA82              | 13 de gener de 2008    | Mount Lemmon         | Mt. Lemmon Survey |
| 388790 | 2008 AD87              | 3 de novembre de 2007  | Mount Lemmon         | Mt. Lemmon Survey |
| 388791 | 2008 AA97              | 14 de gener de 2008    | Kitt Peak            | Spacewatch        |
| 388792 | 2008 AT97              | 14 de gener de 2008    | Kitt Peak            | Spacewatch        |
| 388793 | 2008 AW105             | 15 de gener de 2008    | Mount Lemmon         | Mt. Lemmon Survey |
| 388794 | 2008 AL114             | 11 de gener de 2008    | Mount Lemmon         | Mt. Lemmon Survey |
| 388795 | 2008 AB117             | 1 de gener de 2008     | Kitt Peak            | Spacewatch        |
| 388796 | 2008 AY128             | 10 de gener de 2008    | Mount Lemmon         | Mt. Lemmon Survey |
| 388797 | 2008 AE138             | 15 de gener de 2008    | Mount Lemmon         | Mt. Lemmon Survey |
| 388798 | 2008 BU2               | 19 de gener de 2008    | Mount Lemmon         | Mt. Lemmon Survey |
| 388799 | 2008 BT4               | 18 de desembre de 2007 | Mount Lemmon         | Mt. Lemmon Survey |
| 388800 | 2008 BY5               | 16 de gener de 2008    | Kitt Peak            | Spacewatch        |

## 388801-388900
| Nom    | Designació provisional | Data de descobriment   | Lloc de descobriment | Descobridor/s         |
| ------ | ---------------------- | ---------------------- | -------------------- | --------------------- |
| 388801 | 2008 BK7               | 16 de gener de 2008    | Kitt Peak            | Spacewatch            |
| 388802 | 2008 BA11              | 18 de gener de 2008    | Kitt Peak            | Spacewatch            |
| 388803 | 2008 BJ14              | 23 de març de 2003     | Kitt Peak            | Spacewatch            |
| 388804 | 2008 BQ14              | 31 de desembre de 2007 | Kitt Peak            | Spacewatch            |
| 388805 | 2008 BR21              | 30 de gener de 2008    | Mount Lemmon         | Mt. Lemmon Survey     |
| 388806 | 2008 BT24              | 30 de gener de 2008    | La Sagra             | OAM                   |
| 388807 | 2008 BY24              | 15 de desembre de 2007 | Kitt Peak            | Spacewatch            |
| 388808 | 2008 BC28              | 30 de gener de 2008    | Mount Lemmon         | Mt. Lemmon Survey     |
| 388809 | 2008 BX39              | 30 de gener de 2008    | Catalina             | CSS                   |
| 388810 | 2008 BN41              | 10 de gener de 2008    | Mount Lemmon         | Mt. Lemmon Survey     |
| 388811 | 2008 BE48              | 16 de gener de 2008    | Kitt Peak            | Spacewatch            |
| 388812 | 2008 BP52              | 30 de gener de 2008    | Catalina             | CSS                   |
| 388813 | 2008 CF1               | 3 de febrer de 2008    | Altschwendt          | W. Ries               |
| 388814 | 2008 CP9               | 11 de gener de 2008    | Kitt Peak            | Spacewatch            |
| 388815 | 2008 CB12              | 3 de febrer de 2008    | Kitt Peak            | Spacewatch            |
| 388816 | 2008 CB30              | 2 de febrer de 2008    | Kitt Peak            | Spacewatch            |
| 388817 | 2008 CR65              | 8 de febrer de 2008    | Mount Lemmon         | Mt. Lemmon Survey     |
| 388818 | 2008 CO76              | 6 de febrer de 2008    | Catalina             | CSS                   |
| 388819 | 2008 CS76              | 16 d'octubre de 2006   | Catalina             | CSS                   |
| 388820 | 2008 CX92              | 8 de febrer de 2008    | Kitt Peak            | Spacewatch            |
| 388821 | 2008 CM101             | 9 de febrer de 2008    | Mount Lemmon         | Mt. Lemmon Survey     |
| 388822 | 2008 CS103             | 9 de febrer de 2008    | Kitt Peak            | Spacewatch            |
| 388823 | 2008 CM106             | 11 de març de 2003     | Kitt Peak            | Spacewatch            |
| 388824 | 2008 CO122             | 7 de febrer de 2008    | Kitt Peak            | Spacewatch            |
| 388825 | 2008 CM135             | 8 de febrer de 2008    | Mount Lemmon         | Mt. Lemmon Survey     |
| 388826 | 2008 CU154             | 9 de febrer de 2008    | Kitt Peak            | Spacewatch            |
| 388827 | 2008 CJ180             | 19 d'agost de 2006     | Kitt Peak            | Spacewatch            |
| 388828 | 2008 CD207             | 12 de febrer de 2008   | Kitt Peak            | Spacewatch            |
| 388829 | 2008 CD211             | 3 de febrer de 2008    | Catalina             | CSS                   |
| 388830 | 2008 DO1               | 24 de febrer de 2008   | Mount Lemmon         | Mt. Lemmon Survey     |
| 388831 | 2008 DB9               | 15 de gener de 2008    | Mount Lemmon         | Mt. Lemmon Survey     |
| 388832 | 2008 DL9               | 25 de febrer de 2008   | Kitt Peak            | Spacewatch            |
| 388833 | 2008 DG12              | 26 de febrer de 2008   | Kitt Peak            | Spacewatch            |
| 388834 | 2008 DQ31              | 27 de febrer de 2008   | Kitt Peak            | Spacewatch            |
| 388835 | 2008 DK54              | 27 de febrer de 2008   | Catalina             | CSS                   |
| 388836 | 2008 DY60              | 27 de març de 2003     | Kitt Peak            | Spacewatch            |
| 388837 | 2008 DN66              | 29 de febrer de 2008   | Kitt Peak            | Spacewatch            |
| 388838 | 2008 EZ5               | 4 de març de 2008      | Mount Lemmon         | Mt. Lemmon Survey     |
| 388839 | 2008 ES7               | 6 de març de 2008      | Kitt Peak            | Spacewatch            |
| 388840 | 2008 EF19              | 2 de març de 2008      | Mount Lemmon         | Mt. Lemmon Survey     |
| 388841 | 2008 ES25              | 4 de març de 2008      | Kitt Peak            | Spacewatch            |
| 388842 | 2008 EA73              | 7 de març de 2008      | Kitt Peak            | Spacewatch            |
| 388843 | 2008 EO74              | 7 de març de 2008      | Kitt Peak            | Spacewatch            |
| 388844 | 2008 EV92              | 13 de gener de 2002    | Socorro              | LINEAR                |
| 388845 | 2008 EC105             | 6 de març de 2008      | Mount Lemmon         | Mt. Lemmon Survey     |
| 388846 | 2008 EN110             | 8 de març de 2008      | Mount Lemmon         | Mt. Lemmon Survey     |
| 388847 | 2008 EY118             | 9 de març de 2008      | Mount Lemmon         | Mt. Lemmon Survey     |
| 388848 | 2008 FP4               | 25 de març de 2008     | Kitt Peak            | Spacewatch            |
| 388849 | 2008 FL109             | 31 de març de 2008     | Mount Lemmon         | Mt. Lemmon Survey     |
| 388850 | 2008 FX113             | 31 de març de 2008     | Kitt Peak            | Spacewatch            |
| 388851 | 2008 GC40              | 4 d'abril de 2008      | Mount Lemmon         | Mt. Lemmon Survey     |
| 388852 | 2008 GF49              | 28 de febrer de 2008   | Mount Lemmon         | Mt. Lemmon Survey     |
| 388853 | 2008 GR70              | 7 d'abril de 2008      | Kitt Peak            | Spacewatch            |
| 388854 | 2008 GS85              | 9 d'abril de 2008      | Kitt Peak            | Spacewatch            |
| 388855 | 2008 GO100             | 28 de març de 2008     | Kitt Peak            | Spacewatch            |
| 388856 | 2008 GD106             | 11 d'abril de 2008     | Mount Lemmon         | Mt. Lemmon Survey     |
| 388857 | 2008 GG137             | 4 d'abril de 2008      | Kitt Peak            | Spacewatch            |
| 388858 | 2008 HH26              | 27 d'abril de 2008     | Kitt Peak            | Spacewatch            |
| 388859 | 2008 JU29              | 29 d'abril de 2008     | Kitt Peak            | Spacewatch            |
| 388860 | 2008 JU36              | 7 de maig de 2008      | Kitt Peak            | Spacewatch            |
| 388861 | 2008 OJ15              | 28 de juliol de 2008   | Mount Lemmon         | Mt. Lemmon Survey     |
| 388862 | 2008 OU18              | 31 de juliol de 2008   | Mount Lemmon         | Mt. Lemmon Survey     |
| 388863 | 2008 PV9               | 7 d'agost de 2008      | Hibiscus             | S. F. Hönig, N. Teamo |
| 388864 | 2008 QH1               | 30 de juliol de 2008   | Kitt Peak            | Spacewatch            |
| 388865 | 2008 QB3               | 24 d'agost de 2008     | Bisei SG Center      | BATTeRS               |
| 388866 | 2008 QB11              | 26 d'agost de 2008     | La Sagra             | OAM                   |
| 388867 | 2008 QC13              | 27 d'agost de 2008     | La Sagra             | OAM                   |
| 388868 | 2008 QH20              | 30 d'agost de 2008     | Drebach              | Drebach               |
| 388869 | 2008 QL36              | 20 d'agost de 2008     | Kitt Peak            | Spacewatch            |
| 388870 | 2008 RN                | 2 de setembre de 2008  | Pla D'Arguines       | R. Ferrando           |
| 388871 | 2008 RC3               | 2 de setembre de 2008  | Kitt Peak            | Spacewatch            |
| 388872 | 2008 RQ5               | 2 de setembre de 2008  | Kitt Peak            | Spacewatch            |
| 388873 | 2008 RC18              | 4 de setembre de 2008  | Kitt Peak            | Spacewatch            |
| 388874 | 2008 RB21              | 4 de setembre de 2008  | Kitt Peak            | Spacewatch            |
| 388875 | 2008 RR21              | 4 de setembre de 2008  | Kitt Peak            | Spacewatch            |
| 388876 | 2008 RE29              | 2 de setembre de 2008  | Kitt Peak            | Spacewatch            |
| 388877 | 2008 RN33              | 2 de setembre de 2008  | Kitt Peak            | Spacewatch            |
| 388878 | 2008 RP35              | 2 de setembre de 2008  | Kitt Peak            | Spacewatch            |
| 388879 | 2008 RE56              | 3 de setembre de 2008  | Kitt Peak            | Spacewatch            |
| 388880 | 2008 RT62              | 4 de setembre de 2008  | Kitt Peak            | Spacewatch            |
| 388881 | 2008 RJ67              | 4 de setembre de 2008  | Kitt Peak            | Spacewatch            |
| 388882 | 2008 RB84              | 4 de setembre de 2008  | Kitt Peak            | Spacewatch            |
| 388883 | 2008 RO85              | 5 de setembre de 2008  | Kitt Peak            | Spacewatch            |
| 388884 | 2008 RE91              | 27 de desembre de 2006 | Mount Lemmon         | Mt. Lemmon Survey     |
| 388885 | 2008 RG94              | 6 de setembre de 2008  | Kitt Peak            | Spacewatch            |
| 388886 | 2008 RG103             | 5 de setembre de 2008  | Kitt Peak            | Spacewatch            |
| 388887 | 2008 RL110             | 3 de setembre de 2008  | Kitt Peak            | Spacewatch            |
| 388888 | 2008 RH120             | 7 de setembre de 2008  | Catalina             | CSS                   |
| 388889 | 2008 RZ123             | 6 de setembre de 2008  | Kitt Peak            | Spacewatch            |
| 388890 | 2008 RL128             | 7 de setembre de 2008  | Mount Lemmon         | Mt. Lemmon Survey     |
| 388891 | 2008 RW128             | 5 de setembre de 2008  | Kitt Peak            | Spacewatch            |
| 388892 | 2008 RV134             | 9 de setembre de 2008  | Siding Spring        | Siding Spring Survey  |
| 388893 | 2008 RO137             | 5 de setembre de 2008  | Socorro              | LINEAR                |
| 388894 | 2008 RV137             | 5 de setembre de 2008  | Kitt Peak            | Spacewatch            |
| 388895 | 2008 SG1               | 21 de setembre de 2008 | Grove Creek          | F. Tozzi              |
| 388896 | 2008 SJ4               | 22 de setembre de 2008 | Socorro              | LINEAR                |
| 388897 | 2008 SD6               | 22 de setembre de 2008 | Socorro              | LINEAR                |
| 388898 | 2008 SM23              | 19 de setembre de 2008 | Kitt Peak            | Spacewatch            |
| 388899 | 2008 SD28              | 5 de setembre de 2008  | Kitt Peak            | Spacewatch            |
| 388900 | 2008 SU35              | 20 de setembre de 2008 | Kitt Peak            | Spacewatch            |

## 388901-389000
| Nom    | Designació provisional | Data de descobriment   | Lloc de descobriment | Descobridor/s     |
| ------ | ---------------------- | ---------------------- | -------------------- | ----------------- |
| 388901 | 2008 SB38              | 20 de setembre de 2008 | Mount Lemmon         | Mt. Lemmon Survey |
| 388902 | 2008 SL39              | 20 de setembre de 2008 | Kitt Peak            | Spacewatch        |
| 388903 | 2008 SK50              | 20 de setembre de 2008 | Mount Lemmon         | Mt. Lemmon Survey |
| 388904 | 2008 SR55              | 20 de setembre de 2008 | Mount Lemmon         | Mt. Lemmon Survey |
| 388905 | 2008 SU66              | 21 de setembre de 2008 | Catalina             | CSS               |
| 388906 | 2008 SC67              | 21 de setembre de 2008 | Mount Lemmon         | Mt. Lemmon Survey |
| 388907 | 2008 SD70              | 22 de setembre de 2008 | Kitt Peak            | Spacewatch        |
| 388908 | 2008 SU70              | 22 de setembre de 2008 | Mount Lemmon         | Mt. Lemmon Survey |
| 388909 | 2008 SH81              | 23 de setembre de 2008 | Mount Lemmon         | Mt. Lemmon Survey |
| 388910 | 2008 SP91              | 22 d'agost de 2004     | Kitt Peak            | Spacewatch        |
| 388911 | 2008 SQ96              | 21 de setembre de 2008 | Kitt Peak            | Spacewatch        |
| 388912 | 2008 SY96              | 21 de setembre de 2008 | Kitt Peak            | Spacewatch        |
| 388913 | 2008 SZ110             | 22 de setembre de 2008 | Kitt Peak            | Spacewatch        |
| 388914 | 2008 SR112             | 22 de setembre de 2008 | Kitt Peak            | Spacewatch        |
| 388915 | 2008 SA115             | 22 de setembre de 2008 | Kitt Peak            | Spacewatch        |
| 388916 | 2008 SK119             | 22 de setembre de 2008 | Mount Lemmon         | Mt. Lemmon Survey |
| 388917 | 2008 SF120             | 22 de setembre de 2008 | Mount Lemmon         | Mt. Lemmon Survey |
| 388918 | 2008 SB121             | 22 de setembre de 2008 | Mount Lemmon         | Mt. Lemmon Survey |
| 388919 | 2008 SR123             | 22 de setembre de 2008 | Mount Lemmon         | Mt. Lemmon Survey |
| 388920 | 2008 SW129             | 22 de setembre de 2008 | Kitt Peak            | Spacewatch        |
| 388921 | 2008 SW136             | 23 de setembre de 2008 | Kitt Peak            | Spacewatch        |
| 388922 | 2008 SJ140             | 24 de setembre de 2008 | Kitt Peak            | Spacewatch        |
| 388923 | 2008 SU145             | 21 de setembre de 2008 | Catalina             | CSS               |
| 388924 | 2008 SA154             | 10 de març de 2003     | Kitt Peak            | Spacewatch        |
| 388925 | 2008 SN155             | 23 de setembre de 2008 | Socorro              | LINEAR            |
| 388926 | 2008 SC156             | 23 de setembre de 2008 | Socorro              | LINEAR            |
| 388927 | 2008 SY162             | 3 de setembre de 2008  | Kitt Peak            | Spacewatch        |
| 388928 | 2008 ST175             | 23 de setembre de 2008 | Kitt Peak            | Spacewatch        |
| 388929 | 2008 SH188             | 25 de setembre de 2008 | Kitt Peak            | Spacewatch        |
| 388930 | 2008 SL188             | 25 de setembre de 2008 | Kitt Peak            | Spacewatch        |
| 388931 | 2008 SS191             | 25 de setembre de 2008 | Kitt Peak            | Spacewatch        |
| 388932 | 2008 SF193             | 25 de setembre de 2008 | Kitt Peak            | Spacewatch        |
| 388933 | 2008 SZ203             | 26 de setembre de 2008 | Kitt Peak            | Spacewatch        |
| 388934 | 2008 SC226             | 26 de setembre de 2008 | Kitt Peak            | Spacewatch        |
| 388935 | 2008 SQ229             | 28 de setembre de 2008 | Mount Lemmon         | Mt. Lemmon Survey |
| 388936 | 2008 SC237             | 29 de setembre de 2008 | Kitt Peak            | Spacewatch        |
| 388937 | 2008 SH247             | 22 de setembre de 2008 | Kitt Peak            | Spacewatch        |
| 388938 | 2008 SA256             | 20 de setembre de 2008 | Kitt Peak            | Spacewatch        |
| 388939 | 2008 SL259             | 23 de setembre de 2008 | Mount Lemmon         | Mt. Lemmon Survey |
| 388940 | 2008 SD260             | 23 de setembre de 2008 | Mount Lemmon         | Mt. Lemmon Survey |
| 388941 | 2008 SJ273             | 24 de setembre de 2008 | Mount Lemmon         | Mt. Lemmon Survey |
| 388942 | 2008 SL278             | 20 de setembre de 2008 | Kitt Peak            | Spacewatch        |
| 388943 | 2008 ST282             | 24 de setembre de 2008 | Catalina             | CSS               |
| 388944 | 2008 TR1               | 1 d'octubre de 2008    | Great Shefford       | P. Birtwhistle    |
| 388945 | 2008 TZ3               | 6 d'octubre de 2008    | Mount Lemmon         | Mt. Lemmon Survey |
| 388946 | 2008 TO4               | 1 d'octubre de 2008    | La Sagra             | OAM               |
| 388947 | 2008 TU4               | 1 d'octubre de 2008    | La Sagra             | OAM               |
| 388948 | 2008 TV17              | 1 d'octubre de 2008    | Mount Lemmon         | Mt. Lemmon Survey |
| 388949 | 2008 TA21              | 1 d'octubre de 2008    | Mount Lemmon         | Mt. Lemmon Survey |
| 388950 | 2008 TG22              | 1 d'octubre de 2008    | Mount Lemmon         | Mt. Lemmon Survey |
| 388951 | 2008 TN24              | 2 d'octubre de 2008    | Catalina             | CSS               |
| 388952 | 2008 TZ26              | 8 d'octubre de 2008    | Andrushivka          | Andrushivka       |
| 388953 | 2008 TA32              | 1 d'octubre de 2008    | Kitt Peak            | Spacewatch        |
| 388954 | 2008 TX37              | 1 d'octubre de 2008    | Mount Lemmon         | Mt. Lemmon Survey |
| 388955 | 2008 TW62              | 22 de setembre de 2008 | Mount Lemmon         | Mt. Lemmon Survey |
| 388956 | 2008 TC72              | 23 de setembre de 2008 | Kitt Peak            | Spacewatch        |
| 388957 | 2008 TW72              | 23 de setembre de 2008 | Mount Lemmon         | Mt. Lemmon Survey |
| 388958 | 2008 TH75              | 2 d'octubre de 2008    | Kitt Peak            | Spacewatch        |
| 388959 | 2008 TL83              | 3 d'octubre de 2008    | Kitt Peak            | Spacewatch        |
| 388960 | 2008 TC84              | 3 d'octubre de 2008    | Kitt Peak            | Spacewatch        |
| 388961 | 2008 TX85              | 3 d'octubre de 2008    | Mount Lemmon         | Mt. Lemmon Survey |
| 388962 | 2008 TG87              | 3 d'octubre de 2008    | Kitt Peak            | Spacewatch        |
| 388963 | 2008 TH88              | 21 de setembre de 2008 | Kitt Peak            | Spacewatch        |
| 388964 | 2008 TJ88              | 13 de desembre de 2004 | Campo Imperatore     | CINEOS            |
| 388965 | 2008 TP90              | 3 d'octubre de 2008    | Kitt Peak            | Spacewatch        |
| 388966 | 2008 TY93              | 5 d'octubre de 2008    | La Sagra             | OAM               |
| 388967 | 2008 TS100             | 6 d'octubre de 2008    | Kitt Peak            | Spacewatch        |
| 388968 | 2008 TK121             | 7 de setembre de 2008  | Catalina             | CSS               |
| 388969 | 2008 TB124             | 8 d'octubre de 2008    | Mount Lemmon         | Mt. Lemmon Survey |
| 388970 | 2008 TL154             | 3 d'octubre de 2008    | Socorro              | LINEAR            |
| 388971 | 2008 TZ170             | 9 d'octubre de 2008    | Mount Lemmon         | Mt. Lemmon Survey |
| 388972 | 2008 TH173             | 2 d'octubre de 2008    | Kitt Peak            | Spacewatch        |
| 388973 | 2008 TA177             | 1 d'octubre de 2008    | Kitt Peak            | Spacewatch        |
| 388974 | 2008 UQ13              | 3 de setembre de 2008  | Kitt Peak            | Spacewatch        |
| 388975 | 2008 UW24              | 25 de setembre de 2008 | Kitt Peak            | Spacewatch        |
| 388976 | 2008 UB27              | 20 d'octubre de 2008   | Kitt Peak            | Spacewatch        |
| 388977 | 2008 UB28              | 20 d'octubre de 2008   | Kitt Peak            | Spacewatch        |
| 388978 | 2008 UP29              | 20 d'octubre de 2008   | Kitt Peak            | Spacewatch        |
| 388979 | 2008 UK35              | 20 d'octubre de 2008   | Mount Lemmon         | Mt. Lemmon Survey |
| 388980 | 2008 UV52              | 20 d'octubre de 2008   | Mount Lemmon         | Mt. Lemmon Survey |
| 388981 | 2008 UK54              | 20 d'octubre de 2008   | Mount Lemmon         | Mt. Lemmon Survey |
| 388982 | 2008 UJ56              | 21 d'octubre de 2008   | Kitt Peak            | Spacewatch        |
| 388983 | 2008 UZ60              | 21 d'octubre de 2008   | Kitt Peak            | Spacewatch        |
| 388984 | 2008 UE63              | 21 d'octubre de 2008   | Kitt Peak            | Spacewatch        |
| 388985 | 2008 UL64              | 26 de setembre de 2008 | Kitt Peak            | Spacewatch        |
| 388986 | 2008 UW64              | 21 d'octubre de 2008   | Kitt Peak            | Spacewatch        |
| 388987 | 2008 UG72              | 21 d'octubre de 2008   | Mount Lemmon         | Mt. Lemmon Survey |
| 388988 | 2008 UG77              | 3 d'octubre de 2008    | Mount Lemmon         | Mt. Lemmon Survey |
| 388989 | 2008 UR78              | 1 d'octubre de 2008    | Kitt Peak            | Spacewatch        |
| 388990 | 2008 UX84              | 24 de setembre de 2008 | Kitt Peak            | Spacewatch        |
| 388991 | 2008 UV87              | 24 d'octubre de 2008   | Kitt Peak            | Spacewatch        |
| 388992 | 2008 UY87              | 24 d'octubre de 2008   | Kitt Peak            | Spacewatch        |
| 388993 | 2008 UZ87              | 24 d'octubre de 2008   | Kitt Peak            | Spacewatch        |
| 388994 | 2008 UD91              | 6 de setembre de 2008  | Catalina             | CSS               |
| 388995 | 2008 UL96              | 29 de setembre de 2008 | Catalina             | CSS               |
| 388996 | 2008 UU96              | 25 d'octubre de 2008   | Socorro              | LINEAR            |
| 388997 | 2008 UW106             | 21 d'octubre de 2008   | Kitt Peak            | Spacewatch        |
| 388998 | 2008 UK107             | 21 d'octubre de 2008   | Kitt Peak            | Spacewatch        |
| 388999 | 2008 US123             | 22 d'octubre de 2008   | Kitt Peak            | Spacewatch        |
| 389000 | 2008 UW141             | 22 de setembre de 2008 | Mount Lemmon         | Mt. Lemmon Survey |